# UEFA Champions League 2021/22
De UEFA Champions League 2021/22 was de 67ste editie van het belangrijkste Europese voetbaltoernooi voor clubs, georganiseerd door de UEFA en de 30ste editie sinds de naamsverandering van Europacup I naar de huidige naam UEFA Champions League.
De finale werd gespeeld op 28 mei 2022 in het Stade de France in Parijs, Frankrijk. De finale was oorspronkelijk toegekend aan het Krestovskistadion in Sint-Petersburg, Rusland, maar de UEFA besloot op 25 februari 2022 om de finale toe te wijzen aan Parijs, vanwege de inval in Oekraïne. Sint-Petersburg was oorspronkelijk aangesteld als gastheer van de UEFA Champions League finale van het seizoen 2020/21, maar dit werd aangepast vanwege de coronapandemie.
De winnaar van de UEFA Champions League 2021/22 kwalificeert zich automatisch voor de groepsfase van de UEFA Champions League 2022/23. Daarnaast speelt men tegen de winnaar van de UEFA Europa League 2021/22 in de UEFA Super Cup 2022 en plaatst het zich automatisch voor het FIFA WK voor clubs. Chelsea was de titelhouder, maar het werd reeds in de kwartfinale uitgeschakeld door Real Madrid. Uiteindelijk versloeg Real Madrid in de finale Liverpool FC met 1–0 en veroverde daarmee de beker voor de veertiende keer.

## Toewijzing van de deelnemende teams
Een totaal van 79, 80 of 81 teams uit de nationale competities van de 55 UEFA lidstaten nemen deel aan deze editie van de Champions League (met uitzondering van Liechtenstein, dit land heeft geen nationale competitie). De nationale competities van deze landen worden op basis van de coëfficiënten gerangschikt om het aantal deelnemende teams per competitie te bepalen.
- De nationale competities op plek 1 tot en met 4 hebben elk vier teams die zich kunnen kwalificeren.
- De nationale competities op plek 5 en 6 hebben elk drie teams die zich kunnen kwalificeren.
- De nationale competities op plek 7 tot en met 15 hebben elk twee teams die zich kunnen kwalificeren.
- De nationale competities op plek 16 tot en met 55 (exclusief Liechtenstein) hebben elk één team dat zich kan kwalificeren.
- De winnaars van de UEFA Champions League 2020/21 en UEFA Europa League 2020/21 krijgen elk een extra inzending als ze zich niet kwalificeren voor de UEFA Champions League 2021/22 via hun eigen competitie.

### Rangschikking van de nationale competities
Voor de UEFA Champions League 2021/22 krijgen de nationale competities plaatsen toegewezen op basis van de UEFA-landcoëfficiënten uit 2020, waarbij rekening wordt gehouden met hun prestaties in Europese competities vanaf het seizoen 2015/16 tot en met seizoen 2019/20.
De winnaars van de UEFA Champions League en de UEFA Europa League zijn gegarandeerd van deelname aan de groepsfase van de volgende UEFA Champions League.
- (ECL) – Extra plek via de UEFA Europa Conference League in verband met de winnaar van de UEFA Europa League.

| Nr. | Land        | Coeff.  | Clubs | Bijz.    |
| --- | ----------- | ------- | ----- | -------- |
| 01  | Spanje      | 102.283 | 4     | +1 (ECL) |
| 02  | Engeland    | 090.462 | 4     |          |
| 03  | Duitsland   | 074.784 | 4     |          |
| 04  | Italië      | 070.653 | 4     |          |
| 05  | Frankrijk   | 059.248 | 3     |          |
| 06  | Portugal    | 049.449 | 3     |          |
| 07  | Rusland     | 045.549 | 2     |          |
| 08  | België      | 037.900 | 2     |          |
| 09  | Oekraïne    | 036.100 | 2     |          |
| 10  | Nederland   | 035.750 | 2     |          |
| 11  | Turkije     | 033.600 | 2     |          |
| 12  | Oostenrijk  | 032.925 | 2     |          |
| 13  | Denemarken  | 029.250 | 2     |          |
| 14  | Schotland   | 027.875 | 2     |          |
| 15  | Tsjechië    | 027.300 | 2     |          |
| 16  | Cyprus      | 026.750 | 1     |          |
| 17  | Zwitserland | 026.400 | 1     |          |
| 18  | Griekenland | 026.300 | 1     |          |
| 19  | Servië      | 025.500 | 1     |          |

| Nr. | Land          | Coeff. | Clubs |
| --- | ------------- | ------ | ----- |
| 20  | Kroatië       | 24.875 | 1     |
| 21  | Zweden        | 22.750 | 1     |
| 22  | Noorwegen     | 21.750 | 1     |
| 23  | Israël        | 19.625 | 1     |
| 24  | Kazachstan    | 19.250 | 1     |
| 25  | Wit-Rusland   | 18.875 | 1     |
| 26  | Azerbeidzjan  | 18.750 | 1     |
| 27  | Bulgarije     | 17.375 | 1     |
| 28  | Roemenië      | 16.700 | 1     |
| 29  | Polen         | 16.625 | 1     |
| 30  | Slowakije     | 15.875 | 1     |
| 31  | Liechtenstein | 13.500 | 0     |
| 32  | Slovenië      | 13.000 | 1     |
| 33  | Hongarije     | 12.875 | 1     |
| 34  | Luxemburg     | 08.000 | 1     |
| 35  | Litouwen      | 07.875 | 1     |
| 36  | Armenië       | 07.625 | 1     |
| 37  | Letland       | 07.625 | 1     |

| Nr. | Land                  | Coeff. | Clubs |
| --- | --------------------- | ------ | ----- |
| 38  | Albanië               | 7.375  | 1     |
| 39  | Noord-Macedonië       | 7.375  | 1     |
| 40  | Bosnië en Herzegovina | 6.875  | 1     |
| 41  | Moldavië              | 6.750  | 1     |
| 42  | Ierland               | 6.700  | 1     |
| 43  | Finland               | 6.500  | 1     |
| 44  | Georgië               | 5.750  | 1     |
| 45  | Malta                 | 5.750  | 1     |
| 46  | IJsland               | 5.375  | 1     |
| 47  | Wales                 | 5.000  | 1     |
| 48  | Noord-Ierland         | 4.875  | 1     |
| 49  | Gibraltar             | 4.750  | 1     |
| 50  | Montenegro            | 4.375  | 1     |
| 51  | Estland               | 4.375  | 1     |
| 52  | Kosovo                | 4.000  | 1     |
| 53  | Faeröer               | 3.750  | 1     |
| 54  | Andorra               | 2.831  | 1     |
| 55  | San Marino            | 0.666  | 1     |

### Data lotingen
Alle lotingen vinden plaats in het UEFA-hoofdkantoor in Nyon, Zwitserland.
| Fase          | Ronde                    | Datum loting     | Heenwedstrijd                                            | Terugwedstrijd                                           |
| ------------- | ------------------------ | ---------------- | -------------------------------------------------------- | -------------------------------------------------------- |
| Kwalificatie  | Voorronde                | 8 juni 2021      | 22 juni 2021 (halve finalerondes)                        | 25 juni 2021 (finaleronde)                               |
| Kwalificatie  | Eerste kwalificatieronde | 15 juni 2021     | 6 en 7 juli 2021                                         | 13 en 14 juli 2021                                       |
| Kwalificatie  | Tweede kwalificatieronde | 16 juni 2021     | 20 en 21 juli 2021                                       | 27 en 28 juli 2021                                       |
| Kwalificatie  | Derde kwalificatieronde  | 19 juli 2021     | 3 en 4 augustus 2021                                     | 10 augustus 2021                                         |
| Play-off      | Play-offronde            | 2 augustus 2021  | 17 en 18 augustus 2021                                   | 24 en 25 augustus 2021                                   |
| Groepsfase    | Wedstrijddag 1           | 26 augustus 2021 | 14 en 15 september 2021                                  | 14 en 15 september 2021                                  |
| Groepsfase    | Wedstrijddag 2           | 26 augustus 2021 | 28 en 29 september 2021                                  | 28 en 29 september 2021                                  |
| Groepsfase    | Wedstrijddag 3           | 26 augustus 2021 | 19 en 20 oktober 2021                                    | 19 en 20 oktober 2021                                    |
| Groepsfase    | Wedstrijddag 4           | 26 augustus 2021 | 2 en 3 november 2021                                     | 2 en 3 november 2021                                     |
| Groepsfase    | Wedstrijddag 5           | 26 augustus 2021 | 23 en 24 november 2021                                   | 23 en 24 november 2021                                   |
| Groepsfase    | Wedstrijddag 6           | 26 augustus 2021 | 7, 8 en 9 december 2021                                  | 7, 8 en 9 december 2021                                  |
| Knock-outfase | Achtste finales          | 13 december 2021 | 15-16 en 22-23 februari 2022                             | 8-9 en 15-16 maart 2022                                  |
| Knock-outfase | Kwartfinales             | 18 maart 2022    | 5 en 6 april 2022                                        | 12 en 13 april 2022                                      |
| Knock-outfase | Halve finales            | 18 maart 2022    | 26 en 27 april 2022                                      | 3 en 4 mei 2022                                          |
| Knock-outfase | Finale                   | 18 maart 2022    | 28 mei 2022 in het Stade de France in Parijs, Frankrijk. | 28 mei 2022 in het Stade de France in Parijs, Frankrijk. |

## Teams
Hieronder de indeling voor de UEFA Champions League.
| Hoofdtoernooi                         | Hoofdtoernooi     | Hoofdtoernooi         | Hoofdtoernooi          |
| ------------------------------------- | ----------------- | --------------------- | ---------------------- |
| Chelsea FC TH                         | Manchester United | AC Milan              | Zenit Sint-Petersburg  |
| Villarreal CF EL-TH                   | Liverpool FC      | Atalanta Bergamo      | Club Brugge            |
| Atlético Madrid                       | Bayern München    | Juventus              | Dynamo Kiev            |
| Real Madrid                           | RB Leipzig        | Lille OSC             | Ajax                   |
| FC Barcelona                          | Borussia Dortmund | Paris Saint-Germain   | Beşiktaş JK            |
| Sevilla FC                            | VfL Wolfsburg     | Sporting CP           |                        |
| Manchester City                       | Internazionale    | FC Porto              |                        |
| Play-offronde                         |                   |                       |                        |
| Kampioenen                            | Kampioenen        | Niet-kampioenen       | Niet-kampioenen        |
| Red Bull Salzburg                     | Brøndby IF        |                       |                        |
| Derde kwalificatieronde               |                   |                       |                        |
| Kampioenen                            | Niet-kampioenen   | Niet-kampioenen       | Niet-kampioenen        |
| Rangers                               | AS Monaco         | Spartak Moskou        | Sjachtar Donetsk       |
| Slavia Praag                          | SL Benfica        | KRC Genk              |                        |
| Tweede kwalificatieronde              |                   |                       |                        |
| Kampioenen                            | Kampioenen        | Niet-kampioenen       | Niet-kampioenen        |
| Omonia Nicosia                        |                   | PSV                   | Celtic                 |
| BSC Young Boys                        | Galatasaray SK    | Sparta Praag          |                        |
| Olympiakos Piraeus                    | Rapid Wien        |                       |                        |
| Rode Ster Belgrado                    | FC Midtjylland    |                       |                        |
| Eerste kwalificatieronde (kampioenen) |                   |                       |                        |
| Dinamo Zagreb                         | CFR Cluj          | Riga                  | Hibernians [Bijz. MLT] |
| Malmö FF                              | Legia Warschau    | KS Teuta Durrës       | Valur Reykjavík        |
| FK Bodø/Glimt                         | Slovan Bratislava | Shkëndija 79 Tetovo   | Connah's Quay Nomads   |
| Maccabi Haifa                         | NŠ Mura           | FK Borac Banja Luka   | Linfield               |
| Kairat Almaty                         | Ferencváros       | Sheriff Tiraspol      | Lincoln Red Imps       |
| Sjachtjor Salihorsk                   | Fola Esch         | Shamrock Rovers       | Budućnost Podgorica    |
| Neftçi Bakoe                          | FK Žalgiris       | HJK Helsinki          | Flora Tallinn          |
| PFK Ludogorets                        | FA Alasjkert      | Dinamo Tbilisi        |                        |
| Voorronde (kampioenen)                |                   |                       |                        |
| KF Pristina                           | HB Tórshavn       | Inter Club d'Escaldes | SS Folgore/Falciano    |

## Kwalificatiefase
De UEFA hanteert de volgende voorwaarden bij de lotingen.
- Clubs uit de landen Servië en Kosovo kunnen niet tegen elkaar loten. Dit geldt ook voor de landen Bosnië en Herzegovina en Kosovo, maar ook voor Armenië en Azerbeidzjan, Rusland en Oekraïne en Armenië en Turkije.
 Opmerking: Mochten deze voorwaarden zich toch voordoen, dan wordt er geschoven met de wedstrijden om toch een juiste loting te krijgen.
- De wedstrijden in de voorronde worden over één wedstrijd gespeeld.
- De wedstrijden vanaf de eerste kwalificatieronde worden over twee wedstrijden gespeeld (heen en terug).
- De uitdoelpunten regel is afgeschaft door de UEFA. Hierdoor wordt er bij een gelijke eindstand over twee wedstrijden overgegaan op het spelen van een verlenging en als dat nodig is een strafschoppenserie.

### Voorronde
Aan de voorronde deden 4 teams mee. De loting vond plaats op 8 juni 2021. De halve finalewedstrijden werden gespeeld op 22 juni 2021 en de finalewedstrijd op 25 juni 2021. De wedstrijden zouden oorspronkelijk gespeeld worden op de Faeröer, maar werden verplaatst door de coronapandemie. Hierdoor werd er in Albanië gespeeld, daarbij werden de eerste halve finale en de finale in de Elbasan Arena gespeeld en de tweede halve finale in het Niko Dovanastadion. De verliezende clubs stroomden door naar de tweede kwalificatieronde (kampioensroute) van de UEFA Europa Conference League 2021/22.
| Halve finale        | Halve finale | Halve finale          |
| Team 1              |              | Team 2                |
| ------------------- | ------------ | --------------------- |
| SS Folgore/Falciano | 0 – 2        | KF Pristina           |
| HB Tórshavn         | 0 – 1        | Inter Club d'Escaldes |
| Finale              |              |                       |
| Team 1              |              | Team 2                |
| KF Pristina         | 2 – 0        | Inter Club d'Escaldes |

### Eerste kwalificatieronde
Aan de eerste kwalificatieronde deden 32 teams mee, 31 nieuwe teams en de winnaar van de voorronde. De loting vond plaats op 15 juni 2021. De heenwedstrijden werden gespeeld op 6 en 7 juli, en de terugwedstrijden op 13 en 14 juli 2021. De verliezende clubs stroomden door naar de tweede kwalificatieronde (kampioensroute) van de UEFA Europa Conference League 2021/22.
| Team 1               | Tot.  | Team 2              | 1e wedstr. | 2e wedstr.   |
| -------------------- | ----- | ------------------- | ---------- | ------------ |
| Dinamo Zagreb        | 5 – 2 | Valur Reykjavík     | 3 – 2      | 2 – 0        |
| FK Bodø/Glimt        | 2 – 5 | Legia Warschau      | 2 – 3      | 0 – 2        |
| Slovan Bratislava    | 3 – 2 | Shamrock Rovers     | 2 – 0      | 1 – 2        |
| Flora Tallinn        | 5 – 0 | Hibernians          | 2 – 0      | 3 – 0        |
| KS Teuta Durrës      | 0 – 5 | Sheriff Tiraspol    | 0 – 4      | 0 – 1        |
| Connah's Quay Nomads | 2 – 3 | FA Alasjkert        | 2 – 2      | 0 – 1 (n.v.) |
| Dinamo Tbilisi       | 2 – 4 | Neftçi Bakoe        | 1 – 2      | 1 – 2        |
| Maccabi Haifa        | 1 – 3 | Kairat Almaty       | 1 – 1      | 0 – 2        |
| PFK Ludogorets       | 2 – 0 | Sjachtjor Salihorsk | 1 – 0      | 1 – 0        |
| Malmö FF             | 2 – 1 | Riga FC             | 1 – 0      | 1 – 1        |
| CFR Cluj             | 4 – 3 | Borac Banja Luka    | 3 – 1      | 1 – 2 (n.v.) |
| Ferencváros          | 6 – 1 | KF Pristina         | 3 – 0      | 3 – 1        |
| Shkëndija 79 Tetovo  | 0 – 6 | NŠ Mura             | 0 – 1      | 0 – 5        |
| FK Žalgiris          | 5 – 2 | Linfield            | 3 – 1      | 2 – 1        |
| HJK Helsinki         | 7 – 1 | Budućnost Podgorica | 3 – 1      | 4 – 0        |
| Fola Esch            | 2 – 7 | Lincoln Red Imps    | 2 – 2      | 0 – 5        |

Na deze loting bepaalde een andere loting dat de verliezer van de wedstrijd tussen Slovan Bratislava en Shamrock Rovers werd vrijgeloot van deelname aan de tweede kwalificatieronde van de UEFA Europa Conference League 2021/22, waardoor de verliezer doorstroomt naar de derde kwalificatieronde van de UEFA Europa Conference League 2021/22.

### Tweede kwalificatieronde
De loting vond plaats op 16 juni 2021. De tweede kwalificatieronde bestond uit twee aparte constructies: een voor kampioenen en een voor niet-kampioenen. De verliezende clubs uit beide constructies stroomden door naar de derde kwalificatieronde van de UEFA Europa League 2021/22. De heenwedstrijden werden gespeeld op 20 en 21 juli, de terugwedstrijden op 27 en 28 juli 2021.

#### Kampioenen
Aan de tweede kwalificatieronde voor kampioenen deden 20 clubs mee: 4 nieuwe clubs en de 16 winnaars uit de eerste kwalificatieronde.
| Team 1             | Tot.  | Team 2             | 1e wedstr. | 2e wedstr. |
| ------------------ | ----- | ------------------ | ---------- | ---------- |
| Dinamo Zagreb      | 3 – 0 | Omonia Nicosia     | 2 – 0      | 1 – 0      |
| Slovan Bratislava  | 2 – 3 | BSC Young Boys     | 0 – 0      | 2 – 3      |
| Legia Warschau     | 3 – 1 | Flora Tallinn      | 2 – 1      | 1 – 0      |
| FA Alasjkert       | 1 – 4 | Sheriff Tiraspol   | 0 – 1      | 1 – 3      |
| Olympiakos Piraeus | 2 – 0 | Neftçi Bakoe       | 1 – 0      | 1 – 0      |
| Kairat Almaty      | 2 – 6 | Rode Ster Belgrado | 2 – 1      | 0 – 5      |
| Lincoln Red Imps   | 1 – 4 | CFR Cluj           | 1 – 2      | 0 – 2      |
| Malmö FF           | 4 – 3 | HJK Helsinki       | 2 – 1      | 2 – 2      |
| Ferencváros        | 5 – 1 | FK Žalgiris        | 2 – 0      | 3 – 1      |
| NŠ Mura            | 1 – 3 | PFK Ludogorets     | 0 – 0      | 1 – 3      |

#### Niet-kampioenen
Aan de tweede kwalificatieronde voor niet-kampioenen deden 6 clubs mee.
| Team 1     | Tot.  | Team 2         | 1e wedstr. | 2e wedstr.   |
| ---------- | ----- | -------------- | ---------- | ------------ |
| Rapid Wien | 2 – 3 | Sparta Praag   | 2 – 1      | 0 – 2        |
| Celtic FC  | 2 – 3 | FC Midtjylland | 1 – 1      | 1 – 2 (n.v.) |
| PSV        | 7 – 2 | Galatasaray SK | 5 – 1      | 2 – 1        |

### Derde kwalificatieronde
De loting vond plaats op 19 juli 2021. De derde kwalificatieronde bestaat uit twee aparte constructies: een voor kampioenen en een voor niet-kampioenen. De verliezende clubs vanuit de constructie kampioenen stromen door naar de play-offronde van de UEFA Europa League 2021/22 en de verliezende clubs vanuit de constructie niet-kampioenen stromen door naar het hoofdtoernooi van de UEFA Europa League 2021/22. De heenwedstrijden werden gespeeld op 3 en 4 augustus, de terugwedstrijden op 10 augustus 2021.

#### Kampioenen
Aan de derde kwalificatieronde voor kampioenen deden 12 clubs mee: 2 nieuwe clubs en de 10 winnaars uit de tweede kwalificatieronde (kampioenen).
| Team 1             | Tot.               | Team 2           | 1e wedstr. | 2e wedstr.   |
| ------------------ | ------------------ | ---------------- | ---------- | ------------ |
| Dinamo Zagreb      | 2 – 1              | Legia Warschau   | 1 – 1      | 1 – 0        |
| CFR Cluj           | 2 – 4              | BSC Young Boys   | 1 – 1      | 1 – 3        |
| Olympiakos Piraeus | 3 – 3 (1 – 4 pen.) | PFK Ludogorets   | 1 – 1      | 2 – 2 (n.v.) |
| Rode Ster Belgrado | 1 – 2              | Sheriff Tiraspol | 1 – 1      | 0 – 1        |
| Malmö FF           | 4 – 2              | Rangers          | 2 – 1      | 2 – 1        |
| Ferencváros        | 2 – 1              | Slavia Praag     | 2 – 0      | 0 – 1        |

#### Niet-kampioenen
Aan de derde kwalificatieronde voor niet-kampioenen deden 8 clubs mee: 5 nieuwe clubs en de 3 winnaars uit de tweede kwalificatieronde (niet-kampioenen).
| Team 1         | Tot.  | Team 2              | 1e wedstr. | 2e wedstr. |
| -------------- | ----- | ------------------- | ---------- | ---------- |
| PSV            | 4 – 0 | FC Midtjylland      | 3 – 0      | 1 – 0      |
| Spartak Moskou | 0 – 4 | SL Benfica          | 0 – 2      | 0 – 2      |
| KRC Genk       | 2 – 4 | FK Sjachtar Donetsk | 1 – 2      | 1 – 2      |
| Sparta Praag   | 1 – 5 | AS Monaco           | 0 – 2      | 1 – 3      |

### Play-offronde
De loting vond plaats op 2 augustus 2021. De play-offronde bestond uit twee aparte constructies: een voor kampioenen en een voor niet-kampioenen. De verliezende clubs uit beide constructies stroomden door naar het hoofdtoernooi van de UEFA Europa League 2021/22. De heenwedstrijden werden gespeeld op 17 en 18 augustus, de terugwedstrijden op 24 en 25 augustus 2021.

#### Kampioenen
Aan de play-offronde voor kampioenen deden 8 clubs mee: 2 nieuwe clubs en de 6 winnaars uit de derde kwalificatieronde (kampioenen).
| Team 1            | Tot.  | Team 2         | 1e wedstr. | 2e wedstr. |
| ----------------- | ----- | -------------- | ---------- | ---------- |
| Red Bull Salzburg | 4 – 2 | Brøndby IF     | 2 – 1      | 2 – 1      |
| BSC Young Boys    | 6 – 4 | Ferencváros    | 3 – 2      | 3 – 2      |
| Malmö FF          | 3 – 2 | PFK Ludogorets | 2 – 0      | 1 – 2      |
| Sheriff Tiraspol  | 3 – 0 | Dinamo Zagreb  | 3 – 0      | 0 – 0      |

#### Niet-kampioenen
Aan de play-offronde voor niet-kampioenen deden de 4 winnaars van de derde kwalificatieronde (niet-kampioenen) mee.
| Team 1     | Tot.  | Team 2              | 1e wedstr. | 2e wedstr.   |
| ---------- | ----- | ------------------- | ---------- | ------------ |
| AS Monaco  | 2 – 3 | FK Sjachtar Donetsk | 0 – 1      | 2 – 2 (n.v.) |
| SL Benfica | 2 – 1 | PSV                 | 2 – 1      | 0 – 0        |

## Hoofdtoernooi

### Groepsfase
De loting vond plaats op donderdag 26 augustus 2021. Een totaal van 32 teams werd verdeeld over 8 groepen van elk 4 teams, met de regel dat teams uit hetzelfde land niet in dezelfde groep konden komen. De 32 teams bestond uit 26 rechtstreeks geplaatste teams en de 6 winnaars van de play-offronde uit beide constructies.
Potindeling
| Pot 1               | Pot 1   |
| Team                | Coeff.  |
| ------------------- | ------- |
| Chelsea FC TH       | 098.000 |
| Villarreal CF EL-TH | 063.000 |
| Atlético Madrid     | 115.000 |
| Manchester City     | 125.000 |
| Bayern München      | 134.000 |
| Internazionale      | 053.000 |
| Lille OSC           | 014.000 |
| Sporting CP         | 045.500 |

| Pot 2               | Pot 2   |
| Team                | Coeff.  |
| ------------------- | ------- |
| Real Madrid         | 127.000 |
| FC Barcelona        | 122.000 |
| Juventus            | 120.000 |
| Paris Saint-Germain | 113.000 |
| Manchester United   | 113.000 |
| Liverpool FC        | 101.000 |
| Sevilla FC          | 098.000 |
| Borussia Dortmund   | 090.000 |

| Pot 3                 | Pot 3  |
| Team                  | Coeff. |
| --------------------- | ------ |
| FC Porto              | 87.000 |
| Ajax                  | 82.500 |
| Sjachtar Donetsk      | 79.000 |
| RB Leipzig            | 66.000 |
| Red Bull Salzburg     | 59.000 |
| SL Benfica            | 58.000 |
| Atalanta Bergamo      | 50.500 |
| Zenit Sint-Petersburg | 50.000 |

| Pot 4            | Pot 4  |
| Team             | Coeff. |
| ---------------- | ------ |
| Beşiktaş JK      | 49.000 |
| Dynamo Kiev      | 47.000 |
| Club Brugge      | 35.500 |
| BSC Young Boys   | 35.000 |
| AC Milan         | 31.000 |
| Malmö FF         | 18.500 |
| VfL Wolfsburg    | 14.714 |
| Sheriff Tiraspol | 14.500 |

| Legendakleuren in de tabellen                                  |
| Groepswinnaars en nummers twee gaan door naar de knock-outfase |
| Nummers 3 gaan door naar de tussenronde van de Europa League.  |
| Uitgeschakeld                                                  |

#### Criteria voor opmaak van de stand
De rangvolgorde wordt bepaald aan het aantal behaalde punten, waarbij een ploeg 3 punten krijgt bij een overwinning, 1 bij een gelijkspel en geen bij een nederlaag.
Indien 2 of meer ploegen hetzelfde aantal punten behalen gelden de volgende aanvullende criteria:
1. Meeste behaalde punten in wedstrijden tussen de betrokken ploegen.
2. Beste doelsaldo in wedstrijden tussen de betrokken ploegen.
3. Hoogste aantal gescoorde doelpunten in wedstrijden tussen de betrokken ploegen.
4. Wanneer toepassing van criteria a. t/m c. nog altijd leidt tot een gelijke ranking voor meerdere ploegen, worden deze criteria herhaald voor alleen die ploegen. Dit uiteraard mits dit niet exact dezelfde ploegen zijn als voorheen.
5. Beste doelsaldo in alle groepswedstrijden.
6. Hoogste aantal gescoorde doelpunten in alle groepswedstrijden.
7. Hoogste aantal gescoorde uitdoelpunten in alle groepswedstrijden.
8. Hoogste Aantal overwinningen in alle groepswedstrijden.
9. Hoogste Aantal uitoverwinningen in alle groepswedstrijden.
10. Minste aantal disciplinaire strafpunten.
11. Hoogste UEFA clubcoëfficiënt.

#### Groep A
| Pos | Team                | Wed | W | G | V | Ptn | DV | DT | +/− | Kwalificatie         |  | MCI   | PSG   | RBL   | BRU   |
| --- | ------------------- | --- | - | - | - | --- | -- | -- | --- | -------------------- |  | ----- | ----- | ----- | ----- |
| 1   | Manchester City     | 6   | 4 | 0 | 2 | 12  | 18 | 10 | +8  | Naar achtste finales |  |       | 2 – 1 | 6 – 3 | 4 – 1 |
| 2   | Paris Saint-Germain | 6   | 3 | 2 | 1 | 11  | 13 | 8  | +5  | Naar achtste finales |  | 2 – 0 |       | 3 – 2 | 4 – 1 |
| 3   | RB Leipzig          | 6   | 2 | 1 | 3 | 7   | 15 | 14 | +1  | Naar tussenronde EL  |  | 2 – 1 | 2 – 2 |       | 1 – 2 |
| 4   | Club Brugge         | 6   | 1 | 1 | 4 | 4   | 6  | 20 | −14 |                      |  | 1 – 5 | 1 – 1 | 0 – 5 |       |

##### Wedstrijden
|                             |             |         |                     |                                                                                         |
| 15 september 2021 21:00 uur | Club Brugge | 1 – 1   | Paris Saint-Germain | Stadion: Jan Breydelstadion, Brugge Toeschouwers: 27.546 Scheidsrechter: Sandro Schärer |
| 15 september 2021 21:00 uur | Vanaken 27' | Verslag | 15' Herrera         | Stadion: Jan Breydelstadion, Brugge Toeschouwers: 27.546 Scheidsrechter: Sandro Schärer |
| 15 september 2021 21:00 uur |             |         |                     | Stadion: Jan Breydelstadion, Brugge Toeschouwers: 27.546 Scheidsrechter: Sandro Schärer |
| 15 september 2021 21:00 uur |             |         |                     | Stadion: Jan Breydelstadion, Brugge Toeschouwers: 27.546 Scheidsrechter: Sandro Schärer |
|                             |             |         |                     |                                                                                         |

|                             |                                                                                   |         |                                        |                                                                                           |
| 15 september 2021 21:00 uur | Manchester City                                                                   | 6 – 3   | RB Leipzig                             | Stadion: Etihad Stadium, Manchester Toeschouwers: 38.062 Scheidsrechter: Serdar Gözübüyük |
| 15 september 2021 21:00 uur | Aké 16' Mukiele 28' (e.d.) Mahrez 45+2' (pen.) Grealish 56' Cancelo 75' Jesus 85' | Verslag | 42', 51', 73' Nkunku 58', 79' Angeliño | Stadion: Etihad Stadium, Manchester Toeschouwers: 38.062 Scheidsrechter: Serdar Gözübüyük |
| 15 september 2021 21:00 uur |                                                                                   |         |                                        | Stadion: Etihad Stadium, Manchester Toeschouwers: 38.062 Scheidsrechter: Serdar Gözübüyük |
| 15 september 2021 21:00 uur |                                                                                   |         |                                        | Stadion: Etihad Stadium, Manchester Toeschouwers: 38.062 Scheidsrechter: Serdar Gözübüyük |
|                             |                                                                                   |         |                                        |                                                                                           |

|                             |                     |         |                 |                                                                                                |
| 28 september 2021 21:00 uur | Paris Saint-Germain | 2 – 0   | Manchester City | Stadion: Parc des Princes, Parijs Toeschouwers: 37.350 Scheidsrechter: Carlos del Cerro Grande |
| 28 september 2021 21:00 uur | Gueye 8' Messi 74'  | Verslag |                 | Stadion: Parc des Princes, Parijs Toeschouwers: 37.350 Scheidsrechter: Carlos del Cerro Grande |
| 28 september 2021 21:00 uur |                     |         |                 | Stadion: Parc des Princes, Parijs Toeschouwers: 37.350 Scheidsrechter: Carlos del Cerro Grande |
| 28 september 2021 21:00 uur |                     |         |                 | Stadion: Parc des Princes, Parijs Toeschouwers: 37.350 Scheidsrechter: Carlos del Cerro Grande |
|                             |                     |         |                 |                                                                                                |

|                             |            |         |                      |                                                                                     |
| 28 september 2021 21:00 uur | RB Leipzig | 1 – 2   | Club Brugge          | Stadion: Red Bull Arena, Leipzig Toeschouwers: 23.500 Scheidsrechter: Slavko Vinčić |
| 28 september 2021 21:00 uur | Nkunku 5'  | Verslag | 22' Vanaken 41' Rits | Stadion: Red Bull Arena, Leipzig Toeschouwers: 23.500 Scheidsrechter: Slavko Vinčić |
| 28 september 2021 21:00 uur |            |         |                      | Stadion: Red Bull Arena, Leipzig Toeschouwers: 23.500 Scheidsrechter: Slavko Vinčić |
| 28 september 2021 21:00 uur |            |         |                      | Stadion: Red Bull Arena, Leipzig Toeschouwers: 23.500 Scheidsrechter: Slavko Vinčić |
|                             |            |         |                      |                                                                                     |

|                           |             |         |                                                          |                                                                                        |
| 19 oktober 2021 18:45 uur | Club Brugge | 1 – 5   | Manchester City                                          | Stadion: Jan Breydelstadion, Brugge Toeschouwers: 24.915 Scheidsrechter: István Kovács |
| 19 oktober 2021 18:45 uur | Vanaken 81' | Verslag | 30' Cancelo 43' (pen.), 84' Mahrez 53' Walker 67' Palmer | Stadion: Jan Breydelstadion, Brugge Toeschouwers: 24.915 Scheidsrechter: István Kovács |
| 19 oktober 2021 18:45 uur |             |         |                                                          | Stadion: Jan Breydelstadion, Brugge Toeschouwers: 24.915 Scheidsrechter: István Kovács |
| 19 oktober 2021 18:45 uur |             |         |                                                          | Stadion: Jan Breydelstadion, Brugge Toeschouwers: 24.915 Scheidsrechter: István Kovács |
|                           |             |         |                                                          |                                                                                        |

|                           |                                 |         |                       |                                                                                    |
| 19 oktober 2021 21:00 uur | Paris Saint-Germain             | 3 – 2   | RB Leipzig            | Stadion: Parc des Princes, Parijs Toeschouwers: 47.359 Scheidsrechter: Marco Guida |
| 19 oktober 2021 21:00 uur | Mbappé 9' Messi 67', 74' (pen.) | Verslag | 28' Silva 57' Mukiele | Stadion: Parc des Princes, Parijs Toeschouwers: 47.359 Scheidsrechter: Marco Guida |
| 19 oktober 2021 21:00 uur |                                 |         |                       | Stadion: Parc des Princes, Parijs Toeschouwers: 47.359 Scheidsrechter: Marco Guida |
| 19 oktober 2021 21:00 uur |                                 |         |                       | Stadion: Parc des Princes, Parijs Toeschouwers: 47.359 Scheidsrechter: Marco Guida |
|                           |                                 |         |                       |                                                                                    |

|                           |                                               |         |                   |                                                                                              |
| 3 november 2021 21:00 uur | Manchester City                               | 4 – 1   | Club Brugge       | Stadion: Etihad Stadium, Manchester Toeschouwers: 50.228 Scheidsrechter: Antonio Mateu Lahoz |
| 3 november 2021 21:00 uur | Foden 15' Mahrez 54' Sterling 72' Jesus 90+2' | Verslag | 17' (e.d.) Stones | Stadion: Etihad Stadium, Manchester Toeschouwers: 50.228 Scheidsrechter: Antonio Mateu Lahoz |
| 3 november 2021 21:00 uur |                                               |         |                   | Stadion: Etihad Stadium, Manchester Toeschouwers: 50.228 Scheidsrechter: Antonio Mateu Lahoz |
| 3 november 2021 21:00 uur |                                               |         |                   | Stadion: Etihad Stadium, Manchester Toeschouwers: 50.228 Scheidsrechter: Antonio Mateu Lahoz |
|                           |                                               |         |                   |                                                                                              |

|                           |                                   |         |                     |                                                                                      |
| 3 november 2021 21:00 uur | RB Leipzig                        | 2 – 2   | Paris Saint-Germain | Stadion: Red Bull Arena, Leipzig Toeschouwers: 39.794 Scheidsrechter: Andreas Ekberg |
| 3 november 2021 21:00 uur | Nkunku 8' Szoboszlai 90+2' (pen.) | Verslag | 21', 39' Wijnaldum  | Stadion: Red Bull Arena, Leipzig Toeschouwers: 39.794 Scheidsrechter: Andreas Ekberg |
| 3 november 2021 21:00 uur |                                   |         |                     | Stadion: Red Bull Arena, Leipzig Toeschouwers: 39.794 Scheidsrechter: Andreas Ekberg |
| 3 november 2021 21:00 uur |                                   |         |                     | Stadion: Red Bull Arena, Leipzig Toeschouwers: 39.794 Scheidsrechter: Andreas Ekberg |
|                           |                                   |         |                     |                                                                                      |

|                            |             |         |                                                        |                                                                                       |
| 24 november 2021 21:00 uur | Club Brugge | 0 – 5   | RB Leipzig                                             | Stadion: Jan Breydelstadion, Brugge Toeschouwers: 24.072 Scheidsrechter: Davide Massa |
| 24 november 2021 21:00 uur |             | Verslag | 12', 90+3' Nkunku 17' (pen.), 45+1' Forsberg 26' Silva | Stadion: Jan Breydelstadion, Brugge Toeschouwers: 24.072 Scheidsrechter: Davide Massa |
| 24 november 2021 21:00 uur |             |         |                                                        | Stadion: Jan Breydelstadion, Brugge Toeschouwers: 24.072 Scheidsrechter: Davide Massa |
| 24 november 2021 21:00 uur |             |         |                                                        | Stadion: Jan Breydelstadion, Brugge Toeschouwers: 24.072 Scheidsrechter: Davide Massa |
|                            |             |         |                                                        |                                                                                       |

|                            |                        |         |                     |                                                                                         |
| 24 november 2021 21:00 uur | Manchester City        | 2 – 1   | Paris Saint-Germain | Stadion: Etihad Stadium, Manchester Toeschouwers: 52.030 Scheidsrechter: Daniele Orsato |
| 24 november 2021 21:00 uur | Sterling 63' Jesus 76' | Verslag | 50' Mbappé          | Stadion: Etihad Stadium, Manchester Toeschouwers: 52.030 Scheidsrechter: Daniele Orsato |
| 24 november 2021 21:00 uur |                        |         |                     | Stadion: Etihad Stadium, Manchester Toeschouwers: 52.030 Scheidsrechter: Daniele Orsato |
| 24 november 2021 21:00 uur |                        |         |                     | Stadion: Etihad Stadium, Manchester Toeschouwers: 52.030 Scheidsrechter: Daniele Orsato |
|                            |                        |         |                     |                                                                                         |

|                           |                                     |         |             |                                                                                          |
| 7 december 2021 18:45 uur | Paris Saint-Germain                 | 4 – 1   | Club Brugge | Stadion: Parc des Princes, Parijs Toeschouwers: 47.492 Scheidsrechter: Jesús Gil Manzano |
| 7 december 2021 18:45 uur | Mbappé 2', 7' Messi 38', 76' (pen.) | Verslag | 68' Rits    | Stadion: Parc des Princes, Parijs Toeschouwers: 47.492 Scheidsrechter: Jesús Gil Manzano |
| 7 december 2021 18:45 uur |                                     |         |             | Stadion: Parc des Princes, Parijs Toeschouwers: 47.492 Scheidsrechter: Jesús Gil Manzano |
| 7 december 2021 18:45 uur |                                     |         |             | Stadion: Parc des Princes, Parijs Toeschouwers: 47.492 Scheidsrechter: Jesús Gil Manzano |
|                           |                                     |         |             |                                                                                          |

|                           |                          |         |                       |                                                                                 |
| 7 december 2021 18:45 uur | RB Leipzig               | 2 – 1   | Manchester City       | Stadion: Red Bull Arena, Leipzig Toeschouwers: 0 Scheidsrechter: Sandro Schärer |
| 7 december 2021 18:45 uur | Szoboszlai 24' Silva 71' | Verslag | 76' Mahrez 83' Walker | Stadion: Red Bull Arena, Leipzig Toeschouwers: 0 Scheidsrechter: Sandro Schärer |
| 7 december 2021 18:45 uur |                          |         |                       | Stadion: Red Bull Arena, Leipzig Toeschouwers: 0 Scheidsrechter: Sandro Schärer |
| 7 december 2021 18:45 uur |                          |         |                       | Stadion: Red Bull Arena, Leipzig Toeschouwers: 0 Scheidsrechter: Sandro Schärer |
|                           |                          |         |                       |                                                                                 |

#### Groep B
| Pos | Team            | Wed | W | G | V | Ptn | DV | DT | +/− | Kwalificatie         |  | LIV   | ATM   | POR   | MIL   |
| --- | --------------- | --- | - | - | - | --- | -- | -- | --- | -------------------- |  | ----- | ----- | ----- | ----- |
| 1   | Liverpool FC    | 6   | 6 | 0 | 0 | 18  | 17 | 6  | +11 | Naar achtste finales |  |       | 2 – 0 | 2 – 0 | 3 – 2 |
| 2   | Atlético Madrid | 6   | 2 | 1 | 3 | 7   | 7  | 8  | −1  | Naar achtste finales |  | 2 – 3 |       | 0 – 0 | 0 – 1 |
| 3   | FC Porto        | 6   | 1 | 2 | 3 | 5   | 4  | 11 | −7  | Naar tussenronde EL  |  | 1 – 5 | 1 – 3 |       | 1 – 0 |
| 4   | AC Milan        | 6   | 1 | 1 | 4 | 4   | 6  | 9  | −3  |                      |  | 1 – 2 | 1 – 2 | 1 – 1 |       |

##### Wedstrijden
|                             |                 |         |              |                                                                                                  |
| 15 september 2021 21:00 uur | Atlético Madrid | 0 – 0   | FC Porto     | Stadion: Estadio Wanda Metropolitano, Madrid Toeschouwers: 40.098 Scheidsrechter: Ovidiu Haţegan |
| 15 september 2021 21:00 uur |                 | Verslag | 90+5' Mbemba | Stadion: Estadio Wanda Metropolitano, Madrid Toeschouwers: 40.098 Scheidsrechter: Ovidiu Haţegan |
| 15 september 2021 21:00 uur |                 |         |              | Stadion: Estadio Wanda Metropolitano, Madrid Toeschouwers: 40.098 Scheidsrechter: Ovidiu Haţegan |
| 15 september 2021 21:00 uur |                 |         |              | Stadion: Estadio Wanda Metropolitano, Madrid Toeschouwers: 40.098 Scheidsrechter: Ovidiu Haţegan |
|                             |                 |         |              |                                                                                                  |

|                             |                                          |         |                    |                                                                                   |
| 15 september 2021 21:00 uur | Liverpool FC                             | 3 – 2   | AC Milan           | Stadion: Anfield, Liverpool Toeschouwers: 51.445 Scheidsrechter: Szymon Marciniak |
| 15 september 2021 21:00 uur | Tomori 9' (e.d.) Salah 49' Henderson 69' | Verslag | 42' Rebić 44' Díaz | Stadion: Anfield, Liverpool Toeschouwers: 51.445 Scheidsrechter: Szymon Marciniak |
| 15 september 2021 21:00 uur |                                          |         |                    | Stadion: Anfield, Liverpool Toeschouwers: 51.445 Scheidsrechter: Szymon Marciniak |
| 15 september 2021 21:00 uur |                                          |         |                    | Stadion: Anfield, Liverpool Toeschouwers: 51.445 Scheidsrechter: Szymon Marciniak |
|                             |                                          |         |                    |                                                                                   |

|                             |            |         |                                          |                                                                                        |
| 28 september 2021 21:00 uur | FC Porto   | 1 – 5   | Liverpool FC                             | Stadion: Estádio do Dragão, Porto Toeschouwers: 23.520 Scheidsrechter: Sergej Karasjov |
| 28 september 2021 21:00 uur | Taremi 75' | Verslag | 18', 60' Salah 45' Mané 77', 81' Firmino | Stadion: Estádio do Dragão, Porto Toeschouwers: 23.520 Scheidsrechter: Sergej Karasjov |
| 28 september 2021 21:00 uur |            |         |                                          | Stadion: Estádio do Dragão, Porto Toeschouwers: 23.520 Scheidsrechter: Sergej Karasjov |
| 28 september 2021 21:00 uur |            |         |                                          | Stadion: Estádio do Dragão, Porto Toeschouwers: 23.520 Scheidsrechter: Sergej Karasjov |
|                             |            |         |                                          |                                                                                        |

|                             |                          |         |                                   |                                                                                           |
| 28 september 2021 21:00 uur | AC Milan                 | 1 – 2   | Atlético Madrid                   | Stadion: Stadio Giuseppe Meazza, Milaan Toeschouwers: 35.374 Scheidsrechter: Cüneyt Çakır |
| 28 september 2021 21:00 uur | Leão 20' Kessié 15', 29' | Verslag | 84' Griezmann 90+7' (pen.) Suárez | Stadion: Stadio Giuseppe Meazza, Milaan Toeschouwers: 35.374 Scheidsrechter: Cüneyt Çakır |
| 28 september 2021 21:00 uur |                          |         |                                   | Stadion: Stadio Giuseppe Meazza, Milaan Toeschouwers: 35.374 Scheidsrechter: Cüneyt Çakır |
| 28 september 2021 21:00 uur |                          |         |                                   | Stadion: Stadio Giuseppe Meazza, Milaan Toeschouwers: 35.374 Scheidsrechter: Cüneyt Çakır |
|                             |                          |         |                                   |                                                                                           |

|                           |          |         |          |                                                                                    |
| 19 oktober 2021 21:00 uur | FC Porto | 1 – 0   | AC Milan | Stadion: Estádio do Dragão, Porto Toeschouwers: 32.130 Scheidsrechter: Felix Brych |
| 19 oktober 2021 21:00 uur | Díaz 65' | Verslag |          | Stadion: Estádio do Dragão, Porto Toeschouwers: 32.130 Scheidsrechter: Felix Brych |
| 19 oktober 2021 21:00 uur |          |         |          | Stadion: Estádio do Dragão, Porto Toeschouwers: 32.130 Scheidsrechter: Felix Brych |
| 19 oktober 2021 21:00 uur |          |         |          | Stadion: Estádio do Dragão, Porto Toeschouwers: 32.130 Scheidsrechter: Felix Brych |
|                           |          |         |          |                                                                                    |

|                           |                         |         |                                |                                                                                                  |
| 19 oktober 2021 21:00 uur | Atlético Madrid         | 2 – 3   | Liverpool FC                   | Stadion: Estadio Wanda Metropolitano, Madrid Toeschouwers: 60.725 Scheidsrechter: Daniel Siebert |
| 19 oktober 2021 21:00 uur | Griezmann 20', 34', 52' | Verslag | 8', 78' (pen.) Salah 13' Keïta | Stadion: Estadio Wanda Metropolitano, Madrid Toeschouwers: 60.725 Scheidsrechter: Daniel Siebert |
| 19 oktober 2021 21:00 uur |                         |         |                                | Stadion: Estadio Wanda Metropolitano, Madrid Toeschouwers: 60.725 Scheidsrechter: Daniel Siebert |
| 19 oktober 2021 21:00 uur |                         |         |                                | Stadion: Estadio Wanda Metropolitano, Madrid Toeschouwers: 60.725 Scheidsrechter: Daniel Siebert |
|                           |                         |         |                                |                                                                                                  |

|                           |                   |         |          |                                                                                             |
| 3 november 2021 18:45 uur | AC Milan          | 1 – 1   | FC Porto | Stadion: Stadio Giuseppe Meazza, Milaan Toeschouwers: 39.675 Scheidsrechter: Clément Turpin |
| 3 november 2021 18:45 uur | Mbemba 61' (e.d.) | Verslag | 6' Díaz  | Stadion: Stadio Giuseppe Meazza, Milaan Toeschouwers: 39.675 Scheidsrechter: Clément Turpin |
| 3 november 2021 18:45 uur |                   |         |          | Stadion: Stadio Giuseppe Meazza, Milaan Toeschouwers: 39.675 Scheidsrechter: Clément Turpin |
| 3 november 2021 18:45 uur |                   |         |          | Stadion: Stadio Giuseppe Meazza, Milaan Toeschouwers: 39.675 Scheidsrechter: Clément Turpin |
|                           |                   |         |          |                                                                                             |

|                           |                   |         |                 |                                                                                 |
| 3 november 2021 21:00 uur | Liverpool FC      | 2 – 0   | Atlético Madrid | Stadion: Anfield, Liverpool Toeschouwers: 51.347 Scheidsrechter: Danny Makkelie |
| 3 november 2021 21:00 uur | Jota 13' Mané 21' | Verslag | 36' Felipe      | Stadion: Anfield, Liverpool Toeschouwers: 51.347 Scheidsrechter: Danny Makkelie |
| 3 november 2021 21:00 uur |                   |         |                 | Stadion: Anfield, Liverpool Toeschouwers: 51.347 Scheidsrechter: Danny Makkelie |
| 3 november 2021 21:00 uur |                   |         |                 | Stadion: Anfield, Liverpool Toeschouwers: 51.347 Scheidsrechter: Danny Makkelie |
|                           |                   |         |                 |                                                                                 |

|                            |                 |         |             |                                                                                                 |
| 24 november 2021 21:00 uur | Atlético Madrid | 0 – 1   | AC Milan    | Stadion: Estadio Wanda Metropolitano, Madrid Toeschouwers: 61.019 Scheidsrechter: Slavko Vinčić |
| 24 november 2021 21:00 uur |                 | Verslag | 87' Messias | Stadion: Estadio Wanda Metropolitano, Madrid Toeschouwers: 61.019 Scheidsrechter: Slavko Vinčić |
| 24 november 2021 21:00 uur |                 |         |             | Stadion: Estadio Wanda Metropolitano, Madrid Toeschouwers: 61.019 Scheidsrechter: Slavko Vinčić |
| 24 november 2021 21:00 uur |                 |         |             | Stadion: Estadio Wanda Metropolitano, Madrid Toeschouwers: 61.019 Scheidsrechter: Slavko Vinčić |
|                            |                 |         |             |                                                                                                 |

|                            |                      |         |          |                                                                               |
| 24 november 2021 21:00 uur | Liverpool FC         | 2 – 0   | FC Porto | Stadion: Anfield, Liverpool Toeschouwers: 52.209 Scheidsrechter: Felix Zwayer |
| 24 november 2021 21:00 uur | Thiago 52' Salah 70' | Verslag |          | Stadion: Anfield, Liverpool Toeschouwers: 52.209 Scheidsrechter: Felix Zwayer |
| 24 november 2021 21:00 uur |                      |         |          | Stadion: Anfield, Liverpool Toeschouwers: 52.209 Scheidsrechter: Felix Zwayer |
| 24 november 2021 21:00 uur |                      |         |          | Stadion: Anfield, Liverpool Toeschouwers: 52.209 Scheidsrechter: Felix Zwayer |
|                            |                      |         |          |                                                                               |

|                           |            |         |                     |                                                                                             |
| 7 december 2021 21:00 uur | AC Milan   | 1 – 2   | Liverpool FC        | Stadion: Stadio Giuseppe Meazza, Milaan Toeschouwers: 56.237 Scheidsrechter: Danny Makkelie |
| 7 december 2021 21:00 uur | Tomori 29' | Verslag | 36' Salah 55' Origi | Stadion: Stadio Giuseppe Meazza, Milaan Toeschouwers: 56.237 Scheidsrechter: Danny Makkelie |
| 7 december 2021 21:00 uur |            |         |                     | Stadion: Stadio Giuseppe Meazza, Milaan Toeschouwers: 56.237 Scheidsrechter: Danny Makkelie |
| 7 december 2021 21:00 uur |            |         |                     | Stadion: Stadio Giuseppe Meazza, Milaan Toeschouwers: 56.237 Scheidsrechter: Danny Makkelie |
|                           |            |         |                     |                                                                                             |

|                           |                                                 |         |                                                     |                                                                                       |
| 7 december 2021 21:00 uur | FC Porto                                        | 1 – 3   | Atlético Madrid                                     | Stadion: Estádio do Dragão, Porto Toeschouwers: 38.830 Scheidsrechter: Clément Turpin |
| 7 december 2021 21:00 uur | Wendell 70' Marchesín 75' Oliveira 90+6' (pen.) | Verslag | 56' Griezmann 67' Carrasco 90' Correa 90+2' De Paul | Stadion: Estádio do Dragão, Porto Toeschouwers: 38.830 Scheidsrechter: Clément Turpin |
| 7 december 2021 21:00 uur |                                                 |         |                                                     | Stadion: Estádio do Dragão, Porto Toeschouwers: 38.830 Scheidsrechter: Clément Turpin |
| 7 december 2021 21:00 uur |                                                 |         |                                                     | Stadion: Estádio do Dragão, Porto Toeschouwers: 38.830 Scheidsrechter: Clément Turpin |
|                           |                                                 |         |                                                     |                                                                                       |

#### Groep C
| Pos | Team              | Wed | W | G | V | Ptn | DV | DT | +/− | Kwalificatie         |  | AJA   | SPO   | DOR   | BES   |
| --- | ----------------- | --- | - | - | - | --- | -- | -- | --- | -------------------- |  | ----- | ----- | ----- | ----- |
| 1   | Ajax              | 6   | 6 | 0 | 0 | 18  | 20 | 5  | +15 | Naar achtste finales |  |       | 4 – 2 | 4 – 0 | 2 – 0 |
| 2   | Sporting Portugal | 6   | 3 | 0 | 3 | 9   | 14 | 12 | +2  | Naar achtste finales |  | 1 – 5 |       | 3 – 1 | 4 – 0 |
| 3   | Borussia Dortmund | 6   | 3 | 0 | 3 | 9   | 10 | 11 | −1  | Naar tussenronde EL  |  | 1 – 3 | 1 – 0 |       | 5 – 0 |
| 4   | Beşiktaş JK       | 6   | 0 | 0 | 6 | 0   | 3  | 19 | −16 |                      |  | 1 – 2 | 1 – 4 | 1 – 2 |       |

1. 1 2  Onderlinge doelsaldo (Criteria b.): Sporting Portugal +1; Borussia Dortmund −1.

##### Wedstrijden
|                             |               |         |                             |                                                                                            |
| 15 september 2021 18:45 uur | Beşiktaş JK   | 1 – 2   | Borussia Dortmund           | Stadion: Vodafone Park, Istanboel Toeschouwers: 22.445 Scheidsrechter: Antonio Mateu Lahoz |
| 15 september 2021 18:45 uur | Montero 90+4' | Verslag | 20' Bellingham 45+3' Håland | Stadion: Vodafone Park, Istanboel Toeschouwers: 22.445 Scheidsrechter: Antonio Mateu Lahoz |
| 15 september 2021 18:45 uur |               |         |                             | Stadion: Vodafone Park, Istanboel Toeschouwers: 22.445 Scheidsrechter: Antonio Mateu Lahoz |
| 15 september 2021 18:45 uur |               |         |                             | Stadion: Vodafone Park, Istanboel Toeschouwers: 22.445 Scheidsrechter: Antonio Mateu Lahoz |
|                             |               |         |                             |                                                                                            |

|                             |                   |         |                                      | |
| 15 september 2021 21:00 uur | Sporting Portugal | 1 – 5   | Ajax                                 | Stadion: Estádio José Alvalade, Lissabon Toeschouwers: 20.382 Scheidsrechter: José María Sánchez Martínez |
| 15 september 2021 21:00 uur | Paulinho 33'      | Verslag | 2', 9', 51', 63' Haller 39' Berghuis | Stadion: Estádio José Alvalade, Lissabon Toeschouwers: 20.382 Scheidsrechter: José María Sánchez Martínez |
| 15 september 2021 21:00 uur |                   |         |                                      | Stadion: Estádio José Alvalade, Lissabon Toeschouwers: 20.382 Scheidsrechter: José María Sánchez Martínez |
| 15 september 2021 21:00 uur |                   |         |                                      | Stadion: Estádio José Alvalade, Lissabon Toeschouwers: 20.382 Scheidsrechter: José María Sánchez Martínez |
|                             |                   |         |                                      | |

|                             |                         |         |             |                                                                                             |
| 28 september 2021 18:45 uur | Ajax                    | 2 – 0   | Beşiktaş JK | Stadion: Johan Cruijff ArenA, Amsterdam Toeschouwers: 52.628 Scheidsrechter: Benoît Bastien |
| 28 september 2021 18:45 uur | Berghuis 17' Haller 43' | Verslag |             | Stadion: Johan Cruijff ArenA, Amsterdam Toeschouwers: 52.628 Scheidsrechter: Benoît Bastien |
| 28 september 2021 18:45 uur |                         |         |             | Stadion: Johan Cruijff ArenA, Amsterdam Toeschouwers: 52.628 Scheidsrechter: Benoît Bastien |
| 28 september 2021 18:45 uur |                         |         |             | Stadion: Johan Cruijff ArenA, Amsterdam Toeschouwers: 52.628 Scheidsrechter: Benoît Bastien |
|                             |                         |         |             |                                                                                             |

|                             |                   |         |                   |                                                                                           |
| 28 september 2021 21:00 uur | Borussia Dortmund | 1 – 0   | Sporting Portugal | Stadion: Signal Iduna Park, Dortmund Toeschouwers: 25.000 Scheidsrechter: Srđan Jovanović |
| 28 september 2021 21:00 uur | Malen 37'         | Verslag |                   | Stadion: Signal Iduna Park, Dortmund Toeschouwers: 25.000 Scheidsrechter: Srđan Jovanović |
| 28 september 2021 21:00 uur |                   |         |                   | Stadion: Signal Iduna Park, Dortmund Toeschouwers: 25.000 Scheidsrechter: Srđan Jovanović |
| 28 september 2021 21:00 uur |                   |         |                   | Stadion: Signal Iduna Park, Dortmund Toeschouwers: 25.000 Scheidsrechter: Srđan Jovanović |
|                             |                   |         |                   |                                                                                           |

|                           |             |         |                                                 |                                                                                      |
| 19 oktober 2021 18:45 uur | Beşiktaş JK | 1 – 4   | Sporting Portugal                               | Stadion: Vodafone Park, Istanboel Toeschouwers: 22.936 Scheidsrechter: Slavko Vinčić |
| 19 oktober 2021 18:45 uur | Larin 24'   | Verslag | 15', 27' Coates 44' (pen.) Sarabia 89' Paulinho | Stadion: Vodafone Park, Istanboel Toeschouwers: 22.936 Scheidsrechter: Slavko Vinčić |
| 19 oktober 2021 18:45 uur |             |         |                                                 | Stadion: Vodafone Park, Istanboel Toeschouwers: 22.936 Scheidsrechter: Slavko Vinčić |
| 19 oktober 2021 18:45 uur |             |         |                                                 | Stadion: Vodafone Park, Istanboel Toeschouwers: 22.936 Scheidsrechter: Slavko Vinčić |
|                           |             |         |                                                 |                                                                                      |

|                           |                                                 |         |                   |                                                                                                |
| 19 oktober 2021 21:00 uur | Ajax                                            | 4 – 0   | Borussia Dortmund | Stadion: Johan Cruijff ArenA, Amsterdam Toeschouwers: 54.029 Scheidsrechter: Jesús Gil Manzano |
| 19 oktober 2021 21:00 uur | Reus 11' (e.d.) Blind 25' Antony 57' Haller 72' | Verslag |                   | Stadion: Johan Cruijff ArenA, Amsterdam Toeschouwers: 54.029 Scheidsrechter: Jesús Gil Manzano |
| 19 oktober 2021 21:00 uur |                                                 |         |                   | Stadion: Johan Cruijff ArenA, Amsterdam Toeschouwers: 54.029 Scheidsrechter: Jesús Gil Manzano |
| 19 oktober 2021 21:00 uur |                                                 |         |                   | Stadion: Johan Cruijff ArenA, Amsterdam Toeschouwers: 54.029 Scheidsrechter: Jesús Gil Manzano |
|                           |                                                 |         |                   |                                                                                                |

|                           |                                                    |         |                |                                                                                               |
| 3 november 2021 21:00 uur | Sporting Portugal                                  | 4 – 0   | Beşiktaş JK    | Stadion: Estádio José Alvalade, Lissabon Toeschouwers: 40.835 Scheidsrechter: Sergej Karasjov |
| 3 november 2021 21:00 uur | Gonçalves 31' (pen.), 38' Paulinho 41' Sarabia 56' | Verslag | 50', 90' Souza | Stadion: Estádio José Alvalade, Lissabon Toeschouwers: 40.835 Scheidsrechter: Sergej Karasjov |
| 3 november 2021 21:00 uur |                                                    |         |                | Stadion: Estádio José Alvalade, Lissabon Toeschouwers: 40.835 Scheidsrechter: Sergej Karasjov |
| 3 november 2021 21:00 uur |                                                    |         |                | Stadion: Estádio José Alvalade, Lissabon Toeschouwers: 40.835 Scheidsrechter: Sergej Karasjov |
|                           |                                                    |         |                |                                                                                               |

|                           |                             |         |                                     |                                                                                          |
| 3 november 2021 21:00 uur | Borussia Dortmund           | 1 – 3   | Ajax                                | Stadion: Signal Iduna Park, Dortmund Toeschouwers: 54.820 Scheidsrechter: Michael Oliver |
| 3 november 2021 21:00 uur | Hummels 29' Reus 37' (pen.) | Verslag | 72' Tadić 83' Haller 90+3' Klaassen | Stadion: Signal Iduna Park, Dortmund Toeschouwers: 54.820 Scheidsrechter: Michael Oliver |
| 3 november 2021 21:00 uur |                             |         |                                     | Stadion: Signal Iduna Park, Dortmund Toeschouwers: 54.820 Scheidsrechter: Michael Oliver |
| 3 november 2021 21:00 uur |                             |         |                                     | Stadion: Signal Iduna Park, Dortmund Toeschouwers: 54.820 Scheidsrechter: Michael Oliver |
|                           |                             |         |                                     |                                                                                          |

|                            |                    |         |                 |                                                                                     |
| 24 november 2021 18:45 uur | Beşiktaş JK        | 1 – 2   | Ajax            | Stadion: Vodafone Park, Istanboel Toeschouwers: 11.712 Scheidsrechter: Irfan Peljto |
| 24 november 2021 18:45 uur | Ghezzal 22' (pen.) | Verslag | 54', 69' Haller | Stadion: Vodafone Park, Istanboel Toeschouwers: 11.712 Scheidsrechter: Irfan Peljto |
| 24 november 2021 18:45 uur |                    |         |                 | Stadion: Vodafone Park, Istanboel Toeschouwers: 11.712 Scheidsrechter: Irfan Peljto |
| 24 november 2021 18:45 uur |                    |         |                 | Stadion: Vodafone Park, Istanboel Toeschouwers: 11.712 Scheidsrechter: Irfan Peljto |
|                            |                    |         |                 |                                                                                     |

|                            |                              |         |                     | |
| 24 november 2021 21:00 uur | Sporting Portugal            | 3 – 1   | Borussia Dortmund   | Stadion: Estádio José Alvalade, Lissabon Toeschouwers: 41.341 Scheidsrechter: Carlos del Cerro Grande |
| 24 november 2021 21:00 uur | Gonçalves 30', 39' Porro 81' | Verslag | 74' Can 90+3' Malen | Stadion: Estádio José Alvalade, Lissabon Toeschouwers: 41.341 Scheidsrechter: Carlos del Cerro Grande |
| 24 november 2021 21:00 uur |                              |         |                     | Stadion: Estádio José Alvalade, Lissabon Toeschouwers: 41.341 Scheidsrechter: Carlos del Cerro Grande |
| 24 november 2021 21:00 uur |                              |         |                     | Stadion: Estádio José Alvalade, Lissabon Toeschouwers: 41.341 Scheidsrechter: Carlos del Cerro Grande |
|                            |                              |         |                     | |

|                           |                                                  |         |              |                                                                                             |
| 7 december 2021 21:00 uur | Borussia Dortmund                                | 5 – 0   | Beşiktaş JK  | Stadion: Signal Iduna Park, Dortmund Toeschouwers: 15.000 Scheidsrechter: François Letexier |
| 7 december 2021 21:00 uur | Malen 29' Reus 45+2' (pen.), 53' Håland 68', 81' | Verslag | 43' Welinton | Stadion: Signal Iduna Park, Dortmund Toeschouwers: 15.000 Scheidsrechter: François Letexier |
| 7 december 2021 21:00 uur |                                                  |         |              | Stadion: Signal Iduna Park, Dortmund Toeschouwers: 15.000 Scheidsrechter: François Letexier |
| 7 december 2021 21:00 uur |                                                  |         |              | Stadion: Signal Iduna Park, Dortmund Toeschouwers: 15.000 Scheidsrechter: François Letexier |
|                           |                                                  |         |              |                                                                                             |

|                           |                                                    |         |                       |                                                                                      |
| 7 december 2021 21:00 uur | Ajax                                               | 4 – 2   | Sporting Portugal     | Stadion: Johan Cruijff ArenA, Amsterdam Toeschouwers: 0 Scheidsrechter: Davide Massa |
| 7 december 2021 21:00 uur | Haller 8' (pen.) Antony 42' Neres 58' Berghuis 62' | Verslag | 22' Santos 78' Tabata | Stadion: Johan Cruijff ArenA, Amsterdam Toeschouwers: 0 Scheidsrechter: Davide Massa |
| 7 december 2021 21:00 uur |                                                    |         |                       | Stadion: Johan Cruijff ArenA, Amsterdam Toeschouwers: 0 Scheidsrechter: Davide Massa |
| 7 december 2021 21:00 uur |                                                    |         |                       | Stadion: Johan Cruijff ArenA, Amsterdam Toeschouwers: 0 Scheidsrechter: Davide Massa |
|                           |                                                    |         |                       |                                                                                      |

#### Groep D
| Pos | Team             | Wed | W | G | V | Ptn | DV | DT | +/− | Kwalificatie         |  | RMA   | INT   | SHE   | SHK   |
| --- | ---------------- | --- | - | - | - | --- | -- | -- | --- | -------------------- |  | ----- | ----- | ----- | ----- |
| 1   | Real Madrid      | 6   | 5 | 0 | 1 | 15  | 14 | 3  | +11 | Naar achtste finales |  |       | 2 – 0 | 1 – 2 | 2 – 1 |
| 2   | Internazionale   | 6   | 3 | 1 | 2 | 10  | 8  | 5  | +3  | Naar achtste finales |  | 0 – 1 |       | 3 – 1 | 2 – 0 |
| 3   | Sheriff Tiraspol | 6   | 2 | 1 | 3 | 7   | 7  | 11 | −4  | Naar tussenronde EL  |  | 0 – 3 | 1 – 3 |       | 2 – 0 |
| 4   | Sjachtar Donetsk | 6   | 0 | 2 | 4 | 2   | 2  | 12 | −10 |                      |  | 0 – 5 | 0 – 0 | 1 – 1 |       |

##### Wedstrijden
|                             |                        |         |                  |                                                                                     |
| 15 september 2021 18:45 uur | Sheriff Tiraspol       | 2 – 0   | Sjachtar Donetsk | Stadion: Sheriffstadion, Tiraspol Toeschouwers: 5.205 Scheidsrechter: Deniz Aytekin |
| 15 september 2021 18:45 uur | Traoré 16' Yansané 62' | Verslag |                  | Stadion: Sheriffstadion, Tiraspol Toeschouwers: 5.205 Scheidsrechter: Deniz Aytekin |
| 15 september 2021 18:45 uur |                        |         |                  | Stadion: Sheriffstadion, Tiraspol Toeschouwers: 5.205 Scheidsrechter: Deniz Aytekin |
| 15 september 2021 18:45 uur |                        |         |                  | Stadion: Sheriffstadion, Tiraspol Toeschouwers: 5.205 Scheidsrechter: Deniz Aytekin |
|                             |                        |         |                  |                                                                                     |

|                             |                |         |             |                                                                                             |
| 15 september 2021 21:00 uur | Internazionale | 0 – 1   | Real Madrid | Stadion: Stadio Giuseppe Meazza, Milaan Toeschouwers: 37.082 Scheidsrechter: Daniel Siebert |
| 15 september 2021 21:00 uur |                | Verslag | 89' Rodrygo | Stadion: Stadio Giuseppe Meazza, Milaan Toeschouwers: 37.082 Scheidsrechter: Daniel Siebert |
| 15 september 2021 21:00 uur |                |         |             | Stadion: Stadio Giuseppe Meazza, Milaan Toeschouwers: 37.082 Scheidsrechter: Daniel Siebert |
| 15 september 2021 21:00 uur |                |         |             | Stadion: Stadio Giuseppe Meazza, Milaan Toeschouwers: 37.082 Scheidsrechter: Daniel Siebert |
|                             |                |         |             |                                                                                             |

|                             |                  |       |                |                                                                                   |
| 28 september 2021 18:45 uur | Sjachtar Donetsk | 0 – 0 | Internazionale | Stadion: NSK Olimpiejsky, Kiev Toeschouwers: 26.170 Scheidsrechter: István Kovács |
| 28 september 2021 18:45 uur | Verslag          |       |                | Stadion: NSK Olimpiejsky, Kiev Toeschouwers: 26.170 Scheidsrechter: István Kovács |
| 28 september 2021 18:45 uur |                  |       |                | Stadion: NSK Olimpiejsky, Kiev Toeschouwers: 26.170 Scheidsrechter: István Kovács |
| 28 september 2021 18:45 uur |                  |       |                | Stadion: NSK Olimpiejsky, Kiev Toeschouwers: 26.170 Scheidsrechter: István Kovács |
|                             |                  |       |                |                                                                                   |

|                             |                    |         |                           |                                                                                                 |
| 28 september 2021 21:00 uur | Real Madrid        | 1 – 2   | Sheriff Tiraspol          | Stadion: Estadio Santiago Bernabéu, Madrid Toeschouwers: 24.522 Scheidsrechter: Lawrence Visser |
| 28 september 2021 21:00 uur | Benzema 65' (pen.) | Verslag | 25' Yaxshiboyev 90' Thill | Stadion: Estadio Santiago Bernabéu, Madrid Toeschouwers: 24.522 Scheidsrechter: Lawrence Visser |
| 28 september 2021 21:00 uur |                    |         |                           | Stadion: Estadio Santiago Bernabéu, Madrid Toeschouwers: 24.522 Scheidsrechter: Lawrence Visser |
| 28 september 2021 21:00 uur |                    |         |                           | Stadion: Estadio Santiago Bernabéu, Madrid Toeschouwers: 24.522 Scheidsrechter: Lawrence Visser |
|                             |                    |         |                           |                                                                                                 |

|                           |                                 |         |                  |                                                                                             |
| 19 oktober 2021 21:00 uur | Internazionale                  | 3 – 1   | Sheriff Tiraspol | Stadion: Stadio Giuseppe Meazza, Milaan Toeschouwers: 43.305 Scheidsrechter: Danny Makkelie |
| 19 oktober 2021 21:00 uur | Džeko 34' Vidal 58' De Vrij 67' | Verslag | 52' Thill        | Stadion: Stadio Giuseppe Meazza, Milaan Toeschouwers: 43.305 Scheidsrechter: Danny Makkelie |
| 19 oktober 2021 21:00 uur |                                 |         |                  | Stadion: Stadio Giuseppe Meazza, Milaan Toeschouwers: 43.305 Scheidsrechter: Danny Makkelie |
| 19 oktober 2021 21:00 uur |                                 |         |                  | Stadion: Stadio Giuseppe Meazza, Milaan Toeschouwers: 43.305 Scheidsrechter: Danny Makkelie |
|                           |                                 |         |                  |                                                                                             |

|                           |                  |         |                                                                 |                                                                                     |
| 19 oktober 2021 21:00 uur | Sjachtar Donetsk | 0 – 5   | Real Madrid                                                     | Stadion: NSK Olimpiejsky, Kiev Toeschouwers: 34.037 Scheidsrechter: Srđan Jovanović |
| 19 oktober 2021 21:00 uur |                  | Verslag | 37' (e.d.) Kryvtsov 51', 56' Vinícius 65' Rodrygo 90+1' Benzema | Stadion: NSK Olimpiejsky, Kiev Toeschouwers: 34.037 Scheidsrechter: Srđan Jovanović |
| 19 oktober 2021 21:00 uur |                  |         |                                                                 | Stadion: NSK Olimpiejsky, Kiev Toeschouwers: 34.037 Scheidsrechter: Srđan Jovanović |
| 19 oktober 2021 21:00 uur |                  |         |                                                                 | Stadion: NSK Olimpiejsky, Kiev Toeschouwers: 34.037 Scheidsrechter: Srđan Jovanović |
|                           |                  |         |                                                                 |                                                                                     |

|                           |                  |         |                  |                                                                                                |
| 3 november 2021 18:45 uur | Real Madrid      | 2 – 1   | Sjachtar Donetsk | Stadion: Estadio Santiago Bernabéu, Madrid Toeschouwers: 38.105 Scheidsrechter: Benoît Bastien |
| 3 november 2021 18:45 uur | Benzema 14', 61' | Verslag | 39' Fernando     | Stadion: Estadio Santiago Bernabéu, Madrid Toeschouwers: 38.105 Scheidsrechter: Benoît Bastien |
| 3 november 2021 18:45 uur |                  |         |                  | Stadion: Estadio Santiago Bernabéu, Madrid Toeschouwers: 38.105 Scheidsrechter: Benoît Bastien |
| 3 november 2021 18:45 uur |                  |         |                  | Stadion: Estadio Santiago Bernabéu, Madrid Toeschouwers: 38.105 Scheidsrechter: Benoît Bastien |
|                           |                  |         |                  |                                                                                                |

|                           |                  |         |                                       |                                                                                    |
| 3 november 2021 21:00 uur | Sheriff Tiraspol | 1 – 3   | Internazionale                        | Stadion: Sheriffstadion, Tiraspol Toeschouwers: 5.930 Scheidsrechter: Felix Zwayer |
| 3 november 2021 21:00 uur | Traoré 90+2'     | Verslag | 54' Brozović 66' Škriniar 82' Sánchez | Stadion: Sheriffstadion, Tiraspol Toeschouwers: 5.930 Scheidsrechter: Felix Zwayer |
| 3 november 2021 21:00 uur |                  |         |                                       | Stadion: Sheriffstadion, Tiraspol Toeschouwers: 5.930 Scheidsrechter: Felix Zwayer |
| 3 november 2021 21:00 uur |                  |         |                                       | Stadion: Sheriffstadion, Tiraspol Toeschouwers: 5.930 Scheidsrechter: Felix Zwayer |
|                           |                  |         |                                       |                                                                                    |

|                            |                |         |                  |                                                                                             |
| 24 november 2021 18:45 uur | Internazionale | 2 – 0   | Sjachtar Donetsk | Stadion: Stadio Giuseppe Meazza, Milaan Toeschouwers: 46.225 Scheidsrechter: Ovidiu Haţegan |
| 24 november 2021 18:45 uur | Džeko 61', 67' | Verslag |                  | Stadion: Stadio Giuseppe Meazza, Milaan Toeschouwers: 46.225 Scheidsrechter: Ovidiu Haţegan |
| 24 november 2021 18:45 uur |                |         |                  | Stadion: Stadio Giuseppe Meazza, Milaan Toeschouwers: 46.225 Scheidsrechter: Ovidiu Haţegan |
| 24 november 2021 18:45 uur |                |         |                  | Stadion: Stadio Giuseppe Meazza, Milaan Toeschouwers: 46.225 Scheidsrechter: Ovidiu Haţegan |
|                            |                |         |                  |                                                                                             |

|                            |                  |         |                                   |                                                                                        |
| 24 november 2021 21:00 uur | Sheriff Tiraspol | 0 – 3   | Real Madrid                       | Stadion: Sheriffstadion, Tiraspol Toeschouwers: 5.932 Scheidsrechter: Szymon Marciniak |
| 24 november 2021 21:00 uur |                  | Verslag | 30' Alaba 45+1' Kroos 55' Benzema | Stadion: Sheriffstadion, Tiraspol Toeschouwers: 5.932 Scheidsrechter: Szymon Marciniak |
| 24 november 2021 21:00 uur |                  |         |                                   | Stadion: Sheriffstadion, Tiraspol Toeschouwers: 5.932 Scheidsrechter: Szymon Marciniak |
| 24 november 2021 21:00 uur |                  |         |                                   | Stadion: Sheriffstadion, Tiraspol Toeschouwers: 5.932 Scheidsrechter: Szymon Marciniak |
|                            |                  |         |                                   |                                                                                        |

|                           |                       |         |                |                                                                                             |
| 7 december 2021 21:00 uur | Real Madrid           | 2 – 0   | Internazionale | Stadion: Estadio Santiago Bernabéu, Madrid Toeschouwers: 44.887 Scheidsrechter: Felix Brych |
| 7 december 2021 21:00 uur | Kroos 17' Asensio 79' | Verslag | 64' Barella    | Stadion: Estadio Santiago Bernabéu, Madrid Toeschouwers: 44.887 Scheidsrechter: Felix Brych |
| 7 december 2021 21:00 uur |                       |         |                | Stadion: Estadio Santiago Bernabéu, Madrid Toeschouwers: 44.887 Scheidsrechter: Felix Brych |
| 7 december 2021 21:00 uur |                       |         |                | Stadion: Estadio Santiago Bernabéu, Madrid Toeschouwers: 44.887 Scheidsrechter: Felix Brych |
|                           |                       |         |                |                                                                                             |

|                           |                  |         |                  |                                                                                   |
| 7 december 2021 21:00 uur | Sjachtar Donetsk | 1 – 1   | Sheriff Tiraspol | Stadion: NSK Olimpiejsky, Kiev Toeschouwers: 6.841 Scheidsrechter: Donatas Rumšas |
| 7 december 2021 21:00 uur | Fernando 42'     | Verslag | 90+3' Nikolov    | Stadion: NSK Olimpiejsky, Kiev Toeschouwers: 6.841 Scheidsrechter: Donatas Rumšas |
| 7 december 2021 21:00 uur |                  |         |                  | Stadion: NSK Olimpiejsky, Kiev Toeschouwers: 6.841 Scheidsrechter: Donatas Rumšas |
| 7 december 2021 21:00 uur |                  |         |                  | Stadion: NSK Olimpiejsky, Kiev Toeschouwers: 6.841 Scheidsrechter: Donatas Rumšas |
|                           |                  |         |                  |                                                                                   |

#### Groep E
| Pos | Team           | Wed | W | G | V | Ptn | DV | DT | +/− | Kwalificatie         |  | BAY   | BEN   | FCB   | DYK   |
| --- | -------------- | --- | - | - | - | --- | -- | -- | --- | -------------------- |  | ----- | ----- | ----- | ----- |
| 1   | Bayern München | 6   | 6 | 0 | 0 | 18  | 22 | 3  | +19 | Naar achtste finales |  |       | 5 – 2 | 3 – 0 | 5 – 0 |
| 2   | SL Benfica     | 6   | 2 | 2 | 2 | 8   | 7  | 9  | −2  | Naar achtste finales |  | 0 – 4 |       | 3 – 0 | 2 – 0 |
| 3   | FC Barcelona   | 6   | 2 | 1 | 3 | 7   | 2  | 9  | −7  | Naar tussenronde EL  |  | 0 – 3 | 0 – 0 |       | 1 – 0 |
| 4   | Dynamo Kiev    | 6   | 0 | 1 | 5 | 1   | 1  | 11 | −10 |                      |  | 1 – 2 | 0 – 0 | 0 – 1 |       |

##### Wedstrijden
|                             |             |       |            |                                                                                    |
| 14 september 2021 21:00 uur | Dynamo Kiev | 0 – 0 | SL Benfica | Stadion: NSK Olimpiejsky, Kiev Toeschouwers: 21.657 Scheidsrechter: Anthony Taylor |
| 14 september 2021 21:00 uur | Verslag     |       |            | Stadion: NSK Olimpiejsky, Kiev Toeschouwers: 21.657 Scheidsrechter: Anthony Taylor |
| 14 september 2021 21:00 uur |             |       |            | Stadion: NSK Olimpiejsky, Kiev Toeschouwers: 21.657 Scheidsrechter: Anthony Taylor |
| 14 september 2021 21:00 uur |             |       |            | Stadion: NSK Olimpiejsky, Kiev Toeschouwers: 21.657 Scheidsrechter: Anthony Taylor |
|                             |             |       |            |                                                                                    |

|                             |              |         |                                 |                                                                                  |
| 14 september 2021 21:00 uur | FC Barcelona | 0 – 3   | Bayern München                  | Stadion: Camp Nou, Barcelona Toeschouwers: 39.737 Scheidsrechter: Michael Oliver |
| 14 september 2021 21:00 uur |              | Verslag | 34' Müller 56', 85' Lewandowski | Stadion: Camp Nou, Barcelona Toeschouwers: 39.737 Scheidsrechter: Michael Oliver |
| 14 september 2021 21:00 uur |              |         |                                 | Stadion: Camp Nou, Barcelona Toeschouwers: 39.737 Scheidsrechter: Michael Oliver |
| 14 september 2021 21:00 uur |              |         |                                 | Stadion: Camp Nou, Barcelona Toeschouwers: 39.737 Scheidsrechter: Michael Oliver |
|                             |              |         |                                 |                                                                                  |

|                             |                                                                   |         |             |                                                                                  |
| 29 september 2021 21:00 uur | Bayern München                                                    | 5 – 0   | Dynamo Kiev | Stadion: Allianz Arena, München Toeschouwers: 25.000 Scheidsrechter: Marco Guida |
| 29 september 2021 21:00 uur | Lewandowski 12' (pen.), 27' Gnabry 68' Sané 74' Choupo-Moting 87' | Verslag |             | Stadion: Allianz Arena, München Toeschouwers: 25.000 Scheidsrechter: Marco Guida |
| 29 september 2021 21:00 uur |                                                                   |         |             | Stadion: Allianz Arena, München Toeschouwers: 25.000 Scheidsrechter: Marco Guida |
| 29 september 2021 21:00 uur |                                                                   |         |             | Stadion: Allianz Arena, München Toeschouwers: 25.000 Scheidsrechter: Marco Guida |
|                             |                                                                   |         |             |                                                                                  |

|                             |                                |         |                 |                                                                                       |
| 29 september 2021 21:00 uur | SL Benfica                     | 3 – 0   | FC Barcelona    | Stadion: Estádio da Luz, Lissabon Toeschouwers: 29.454 Scheidsrechter: Daniele Orsato |
| 29 september 2021 21:00 uur | Núñez 3', 79' (pen.) Silva 69' | Verslag | 54', 87' García | Stadion: Estádio da Luz, Lissabon Toeschouwers: 29.454 Scheidsrechter: Daniele Orsato |
| 29 september 2021 21:00 uur |                                |         |                 | Stadion: Estádio da Luz, Lissabon Toeschouwers: 29.454 Scheidsrechter: Daniele Orsato |
| 29 september 2021 21:00 uur |                                |         |                 | Stadion: Estádio da Luz, Lissabon Toeschouwers: 29.454 Scheidsrechter: Daniele Orsato |
|                             |                                |         |                 |                                                                                       |

|                           |              |         |             |                                                                                  |
| 20 oktober 2021 18:45 uur | FC Barcelona | 1 – 0   | Dynamo Kiev | Stadion: Camp Nou, Barcelona Toeschouwers: 45.968 Scheidsrechter: Clément Turpin |
| 20 oktober 2021 18:45 uur | Piqué 36'    | Verslag |             | Stadion: Camp Nou, Barcelona Toeschouwers: 45.968 Scheidsrechter: Clément Turpin |
| 20 oktober 2021 18:45 uur |              |         |             | Stadion: Camp Nou, Barcelona Toeschouwers: 45.968 Scheidsrechter: Clément Turpin |
| 20 oktober 2021 18:45 uur |              |         |             | Stadion: Camp Nou, Barcelona Toeschouwers: 45.968 Scheidsrechter: Clément Turpin |
|                           |              |         |             |                                                                                  |

|                           |            |         |                                                  |                                                                                       |
| 20 oktober 2021 21:00 uur | SL Benfica | 0 – 4   | Bayern München                                   | Stadion: Estádio da Luz, Lissabon Toeschouwers: 55.201 Scheidsrechter: Ovidiu Haţegan |
| 20 oktober 2021 21:00 uur |            | Verslag | 70', 84' Sané 80' (e.d.) Éverton 82' Lewandowski | Stadion: Estádio da Luz, Lissabon Toeschouwers: 55.201 Scheidsrechter: Ovidiu Haţegan |
| 20 oktober 2021 21:00 uur |            |         |                                                  | Stadion: Estádio da Luz, Lissabon Toeschouwers: 55.201 Scheidsrechter: Ovidiu Haţegan |
| 20 oktober 2021 21:00 uur |            |         |                                                  | Stadion: Estádio da Luz, Lissabon Toeschouwers: 55.201 Scheidsrechter: Ovidiu Haţegan |
|                           |            |         |                                                  |                                                                                       |

|                           |             |         |              |                                                                                    |
| 2 november 2021 21:00 uur | Dynamo Kiev | 0 – 1   | FC Barcelona | Stadion: NSK Olimpiejsky, Kiev Toeschouwers: 31.378 Scheidsrechter: Ovidiu Haţegan |
| 2 november 2021 21:00 uur |             | Verslag | 70' Fati     | Stadion: NSK Olimpiejsky, Kiev Toeschouwers: 31.378 Scheidsrechter: Ovidiu Haţegan |
| 2 november 2021 21:00 uur |             |         |              | Stadion: NSK Olimpiejsky, Kiev Toeschouwers: 31.378 Scheidsrechter: Ovidiu Haţegan |
| 2 november 2021 21:00 uur |             |         |              | Stadion: NSK Olimpiejsky, Kiev Toeschouwers: 31.378 Scheidsrechter: Ovidiu Haţegan |
|                           |             |         |              |                                                                                    |

|                           |                                               |         |                      |                                                                                       |
| 2 november 2021 21:00 uur | Bayern München                                | 5 – 2   | SL Benfica           | Stadion: Allianz Arena, München Toeschouwers: 50.000 Scheidsrechter: Szymon Marciniak |
| 2 november 2021 21:00 uur | Lewandowski 26', 61', 84' Gnabry 32' Sané 49' | Verslag | 38' Morato 74' Núñez | Stadion: Allianz Arena, München Toeschouwers: 50.000 Scheidsrechter: Szymon Marciniak |
| 2 november 2021 21:00 uur |                                               |         |                      | Stadion: Allianz Arena, München Toeschouwers: 50.000 Scheidsrechter: Szymon Marciniak |
| 2 november 2021 21:00 uur |                                               |         |                      | Stadion: Allianz Arena, München Toeschouwers: 50.000 Scheidsrechter: Szymon Marciniak |
|                           |                                               |         |                      |                                                                                       |

|                            |             |         |                           |                                                                                      |
| 23 november 2021 18:45 uur | Dynamo Kiev | 1 – 2   | Bayern München            | Stadion: NSK Olimpiejsky, Kiev Toeschouwers: 28.732 Scheidsrechter: Halil Umut Meler |
| 23 november 2021 18:45 uur | Garmash 70' | Verslag | 14' Lewandowski 42' Coman | Stadion: NSK Olimpiejsky, Kiev Toeschouwers: 28.732 Scheidsrechter: Halil Umut Meler |
| 23 november 2021 18:45 uur |             |         |                           | Stadion: NSK Olimpiejsky, Kiev Toeschouwers: 28.732 Scheidsrechter: Halil Umut Meler |
| 23 november 2021 18:45 uur |             |         |                           | Stadion: NSK Olimpiejsky, Kiev Toeschouwers: 28.732 Scheidsrechter: Halil Umut Meler |
|                            |             |         |                           |                                                                                      |

|                            |              |       |            |                                                                                   |
| 23 november 2021 21:00 uur | FC Barcelona | 0 – 0 | SL Benfica | Stadion: Camp Nou, Barcelona Toeschouwers: 49.572 Scheidsrechter: Sergej Karasjov |
| 23 november 2021 21:00 uur | Verslag      |       |            | Stadion: Camp Nou, Barcelona Toeschouwers: 49.572 Scheidsrechter: Sergej Karasjov |
| 23 november 2021 21:00 uur |              |       |            | Stadion: Camp Nou, Barcelona Toeschouwers: 49.572 Scheidsrechter: Sergej Karasjov |
| 23 november 2021 21:00 uur |              |       |            | Stadion: Camp Nou, Barcelona Toeschouwers: 49.572 Scheidsrechter: Sergej Karasjov |
|                            |              |       |            |                                                                                   |

|                           |                              |         |             |                                                                                      |
| 8 december 2021 21:00 uur | SL Benfica                   | 2 – 0   | Dynamo Kiev | Stadion: Estádio da Luz, Lissabon Toeschouwers: 36.591 Scheidsrechter: Deniz Aytekin |
| 8 december 2021 21:00 uur | Jaremtsjoek 16' Gilberto 22' | Verslag |             | Stadion: Estádio da Luz, Lissabon Toeschouwers: 36.591 Scheidsrechter: Deniz Aytekin |
| 8 december 2021 21:00 uur |                              |         |             | Stadion: Estádio da Luz, Lissabon Toeschouwers: 36.591 Scheidsrechter: Deniz Aytekin |
| 8 december 2021 21:00 uur |                              |         |             | Stadion: Estádio da Luz, Lissabon Toeschouwers: 36.591 Scheidsrechter: Deniz Aytekin |
|                           |                              |         |             |                                                                                      |

|                           |                                 |         |              |                                                                                |
| 8 december 2021 21:00 uur | Bayern München                  | 3 – 0   | FC Barcelona | Stadion: Allianz Arena, München Toeschouwers: 0 Scheidsrechter: Ovidiu Haţegan |
| 8 december 2021 21:00 uur | Müller 34' Sané 43' Musiala 62' | Verslag |              | Stadion: Allianz Arena, München Toeschouwers: 0 Scheidsrechter: Ovidiu Haţegan |
| 8 december 2021 21:00 uur |                                 |         |              | Stadion: Allianz Arena, München Toeschouwers: 0 Scheidsrechter: Ovidiu Haţegan |
| 8 december 2021 21:00 uur |                                 |         |              | Stadion: Allianz Arena, München Toeschouwers: 0 Scheidsrechter: Ovidiu Haţegan |
|                           |                                 |         |              |                                                                                |

#### Groep F
| Pos | Team              | Wed | W | G | V | Ptn | DV | DT | +/− | Kwalificatie         |  | MUN   | VIL   | ATT   | YOB   |
| --- | ----------------- | --- | - | - | - | --- | -- | -- | --- | -------------------- |  | ----- | ----- | ----- | ----- |
| 1   | Manchester United | 6   | 3 | 2 | 1 | 11  | 11 | 8  | +3  | Naar achtste finales |  |       | 2 – 1 | 3 – 2 | 1 – 1 |
| 2   | Villarreal CF     | 6   | 3 | 1 | 2 | 10  | 12 | 9  | +3  | Naar achtste finales |  | 0 – 2 |       | 2 – 2 | 2 – 0 |
| 3   | Atalanta Bergamo  | 6   | 1 | 3 | 2 | 6   | 12 | 13 | −1  | Naar tussenronde EL  |  | 2 – 2 | 2 – 3 |       | 1 – 0 |
| 4   | BSC Young Boys    | 6   | 1 | 2 | 3 | 5   | 7  | 12 | −5  |                      |  | 2 – 1 | 1 – 4 | 3 – 3 |       |

##### Wedstrijden
|                             |                               |         |                             |                                                                                        |
| 14 september 2021 18:45 uur | BSC Young Boys                | 2 – 1   | Manchester United           | Stadion: Wankdorf Stadion, Bern Toeschouwers: 31.120 Scheidsrechter: François Letexier |
| 14 september 2021 18:45 uur | Ngamaleu 66' Siebatcheu 90+5' | Verslag | 13' Ronaldo 35' Wan-Bissaka | Stadion: Wankdorf Stadion, Bern Toeschouwers: 31.120 Scheidsrechter: François Letexier |
| 14 september 2021 18:45 uur |                               |         |                             | Stadion: Wankdorf Stadion, Bern Toeschouwers: 31.120 Scheidsrechter: François Letexier |
| 14 september 2021 18:45 uur |                               |         |                             | Stadion: Wankdorf Stadion, Bern Toeschouwers: 31.120 Scheidsrechter: François Letexier |
|                             |                               |         |                             |                                                                                        |

|                             |                                             |         |                       |                                                                                                |
| 14 september 2021 21:00 uur | Villarreal CF                               | 2 – 2   | Atalanta Bergamo      | Stadion: Estadio de la Cerámica, Vila-real Toeschouwers: 12.916 Scheidsrechter: Clément Turpin |
| 14 september 2021 21:00 uur | Trigueros 39' Danjuma 73' Coquelin 76', 84' | Verslag | 6' Freuler 83' Gosens | Stadion: Estadio de la Cerámica, Vila-real Toeschouwers: 12.916 Scheidsrechter: Clément Turpin |
| 14 september 2021 21:00 uur |                                             |         |                       | Stadion: Estadio de la Cerámica, Vila-real Toeschouwers: 12.916 Scheidsrechter: Clément Turpin |
| 14 september 2021 21:00 uur |                                             |         |                       | Stadion: Estadio de la Cerámica, Vila-real Toeschouwers: 12.916 Scheidsrechter: Clément Turpin |
|                             |                                             |         |                       |                                                                                                |

|                             |                  |         |                |                                                                                                  |
| 29 september 2021 18:45 uur | Atalanta Bergamo | 1 – 0   | BSC Young Boys | Stadion: Stadio Atleti Azzurri d'Italia, Bergamo Toeschouwers: 8.536 Scheidsrechter: Felix Brych |
| 29 september 2021 18:45 uur | Pessina 68'      | Verslag |                | Stadion: Stadio Atleti Azzurri d'Italia, Bergamo Toeschouwers: 8.536 Scheidsrechter: Felix Brych |
| 29 september 2021 18:45 uur |                  |         |                | Stadion: Stadio Atleti Azzurri d'Italia, Bergamo Toeschouwers: 8.536 Scheidsrechter: Felix Brych |
| 29 september 2021 18:45 uur |                  |         |                | Stadion: Stadio Atleti Azzurri d'Italia, Bergamo Toeschouwers: 8.536 Scheidsrechter: Felix Brych |
|                             |                  |         |                |                                                                                                  |

|                             |                          |         |               |                                                                                     |
| 29 september 2021 21:00 uur | Manchester United        | 2 – 1   | Villarreal CF | Stadion: Old Trafford, Manchester Toeschouwers: 73.130 Scheidsrechter: Felix Zwayer |
| 29 september 2021 21:00 uur | Telles 60' Ronaldo 90+5' | Verslag | 53' Alcácer   | Stadion: Old Trafford, Manchester Toeschouwers: 73.130 Scheidsrechter: Felix Zwayer |
| 29 september 2021 21:00 uur |                          |         |               | Stadion: Old Trafford, Manchester Toeschouwers: 73.130 Scheidsrechter: Felix Zwayer |
| 29 september 2021 21:00 uur |                          |         |               | Stadion: Old Trafford, Manchester Toeschouwers: 73.130 Scheidsrechter: Felix Zwayer |
|                             |                          |         |               |                                                                                     |

|                           |                |         |                                                  |                                                                                      |
| 20 oktober 2021 21:00 uur | BSC Young Boys | 1 – 4   | Villarreal CF                                    | Stadion: Wankdorf Stadion, Bern Toeschouwers: 27.398 Scheidsrechter: Sergej Karasjov |
| 20 oktober 2021 21:00 uur | Elia 77'       | Verslag | 6' Pino 16' Gerard 88' A. Moreno 90+2' Chukwueze | Stadion: Wankdorf Stadion, Bern Toeschouwers: 27.398 Scheidsrechter: Sergej Karasjov |
| 20 oktober 2021 21:00 uur |                |         |                                                  | Stadion: Wankdorf Stadion, Bern Toeschouwers: 27.398 Scheidsrechter: Sergej Karasjov |
| 20 oktober 2021 21:00 uur |                |         |                                                  | Stadion: Wankdorf Stadion, Bern Toeschouwers: 27.398 Scheidsrechter: Sergej Karasjov |
|                           |                |         |                                                  |                                                                                      |

|                           |                                      |         |                         |                                                                                         |
| 20 oktober 2021 21:00 uur | Manchester United                    | 3 – 2   | Atalanta Bergamo        | Stadion: Old Trafford, Manchester Toeschouwers: 72.279 Scheidsrechter: Szymon Marciniak |
| 20 oktober 2021 21:00 uur | Rashford 53' Maguire 75' Ronaldo 81' | Verslag | 15' Pašalić 29' Demiral | Stadion: Old Trafford, Manchester Toeschouwers: 72.279 Scheidsrechter: Szymon Marciniak |
| 20 oktober 2021 21:00 uur |                                      |         |                         | Stadion: Old Trafford, Manchester Toeschouwers: 72.279 Scheidsrechter: Szymon Marciniak |
| 20 oktober 2021 21:00 uur |                                      |         |                         | Stadion: Old Trafford, Manchester Toeschouwers: 72.279 Scheidsrechter: Szymon Marciniak |
|                           |                                      |         |                         |                                                                                         |

|                           |                        |         |                |                                                                                                  |
| 2 november 2021 21:00 uur | Villarreal CF          | 2 – 0   | BSC Young Boys | Stadion: Estadio de la Cerámica, Vila-real Toeschouwers: 14.890 Scheidsrechter: Serdar Gözübüyük |
| 2 november 2021 21:00 uur | Capoue 36' Danjuma 89' | Verslag |                | Stadion: Estadio de la Cerámica, Vila-real Toeschouwers: 14.890 Scheidsrechter: Serdar Gözübüyük |
| 2 november 2021 21:00 uur |                        |         |                | Stadion: Estadio de la Cerámica, Vila-real Toeschouwers: 14.890 Scheidsrechter: Serdar Gözübüyük |
| 2 november 2021 21:00 uur |                        |         |                | Stadion: Estadio de la Cerámica, Vila-real Toeschouwers: 14.890 Scheidsrechter: Serdar Gözübüyük |
|                           |                        |         |                |                                                                                                  |

|                           |                       |         |                      | |
| 2 november 2021 21:00 uur | Atalanta Bergamo      | 2 – 2   | Manchester United    | Stadion: Stadio Atleti Azzurri d'Italia, Bergamo Toeschouwers: 14.443 Scheidsrechter: Slavko Vinčić |
| 2 november 2021 21:00 uur | Iličić 12' Zapata 56' | Verslag | 45+1', 90+1' Ronaldo | Stadion: Stadio Atleti Azzurri d'Italia, Bergamo Toeschouwers: 14.443 Scheidsrechter: Slavko Vinčić |
| 2 november 2021 21:00 uur |                       |         |                      | Stadion: Stadio Atleti Azzurri d'Italia, Bergamo Toeschouwers: 14.443 Scheidsrechter: Slavko Vinčić |
| 2 november 2021 21:00 uur |                       |         |                      | Stadion: Stadio Atleti Azzurri d'Italia, Bergamo Toeschouwers: 14.443 Scheidsrechter: Slavko Vinčić |
|                           |                       |         |                      | |

|                            |               |         |                        |                                                                                             |
| 23 november 2021 18:45 uur | Villarreal CF | 0 – 2   | Manchester United      | Stadion: Estadio de la Cerámica, Vila-real Toeschouwers: 20.875 Scheidsrechter: Felix Brych |
| 23 november 2021 18:45 uur |               | Verslag | 78' Ronaldo 90' Sancho | Stadion: Estadio de la Cerámica, Vila-real Toeschouwers: 20.875 Scheidsrechter: Felix Brych |
| 23 november 2021 18:45 uur |               |         |                        | Stadion: Estadio de la Cerámica, Vila-real Toeschouwers: 20.875 Scheidsrechter: Felix Brych |
| 23 november 2021 18:45 uur |               |         |                        | Stadion: Estadio de la Cerámica, Vila-real Toeschouwers: 20.875 Scheidsrechter: Felix Brych |
|                            |               |         |                        |                                                                                             |

|                            |                                     |         |                                    |                                                                                     |
| 23 november 2021 21:00 uur | BSC Young Boys                      | 3 – 3   | Atalanta Bergamo                   | Stadion: Wankdorf Stadion, Bern Toeschouwers: 31.120 Scheidsrechter: Daniel Siebert |
| 23 november 2021 21:00 uur | Siebatcheu 39' Sierro 80' Hefti 84' | Verslag | 10' Zapata 51' Palomino 88' Muriel | Stadion: Wankdorf Stadion, Bern Toeschouwers: 31.120 Scheidsrechter: Daniel Siebert |
| 23 november 2021 21:00 uur |                                     |         |                                    | Stadion: Wankdorf Stadion, Bern Toeschouwers: 31.120 Scheidsrechter: Daniel Siebert |
| 23 november 2021 21:00 uur |                                     |         |                                    | Stadion: Wankdorf Stadion, Bern Toeschouwers: 31.120 Scheidsrechter: Daniel Siebert |
|                            |                                     |         |                                    |                                                                                     |

|                           |                   |         |                |                                                                                       |
| 8 december 2021 21:00 uur | Manchester United | 1 – 1   | BSC Young Boys | Stadion: Old Trafford, Manchester Toeschouwers: 73.156 Scheidsrechter: Benoît Bastien |
| 8 december 2021 21:00 uur | Greenwood 9'      | Verslag | 42' Rieder     | Stadion: Old Trafford, Manchester Toeschouwers: 73.156 Scheidsrechter: Benoît Bastien |
| 8 december 2021 21:00 uur |                   |         |                | Stadion: Old Trafford, Manchester Toeschouwers: 73.156 Scheidsrechter: Benoît Bastien |
| 8 december 2021 21:00 uur |                   |         |                | Stadion: Old Trafford, Manchester Toeschouwers: 73.156 Scheidsrechter: Benoît Bastien |
|                           |                   |         |                |                                                                                       |

| |                           |         |                            | |
| 9 december 2021 19:00 uur                                                                                                   | Atalanta Bergamo          | 2 – 3   | Villarreal CF              | Stadion: Stadio Atleti Azzurri d'Italia, Bergamo Toeschouwers: 11.690 Scheidsrechter: Anthony Taylor |
| 9 december 2021 19:00 uur                                                                                                   | Malinovski 71' Zapata 80' | Verslag | 3', 51' Danjuma 42' Capoue | Stadion: Stadio Atleti Azzurri d'Italia, Bergamo Toeschouwers: 11.690 Scheidsrechter: Anthony Taylor |
| 9 december 2021 19:00 uur                                                                                                   |                           |         |                            | Stadion: Stadio Atleti Azzurri d'Italia, Bergamo Toeschouwers: 11.690 Scheidsrechter: Anthony Taylor |
| 9 december 2021 19:00 uur                                                                                                   |                           |         |                            | Stadion: Stadio Atleti Azzurri d'Italia, Bergamo Toeschouwers: 11.690 Scheidsrechter: Anthony Taylor |
| Bijz.: Deze wedstrijd stond eerst gepland voor 8 december 2021 om 21:00 uur, maar werd uitgesteld vanwege hevige sneeuwval. |                           |         |                            | |

#### Groep G
| Pos | Team              | Wed | W | G | V | Ptn | DV | DT | +/− | Kwalificatie         |  | LLE   | RBS   | SEV   | WOL   |
| --- | ----------------- | --- | - | - | - | --- | -- | -- | --- | -------------------- |  | ----- | ----- | ----- | ----- |
| 1   | Lille OSC         | 6   | 3 | 2 | 1 | 11  | 7  | 4  | +3  | Naar achtste finales |  |       | 1 – 0 | 0 – 0 | 0 – 0 |
| 2   | Red Bull Salzburg | 6   | 3 | 1 | 2 | 10  | 8  | 6  | +2  | Naar achtste finales |  | 2 – 1 |       | 1 – 0 | 3 – 1 |
| 3   | Sevilla FC        | 6   | 1 | 3 | 2 | 6   | 5  | 5  | 0   | Naar tussenronde EL  |  | 1 – 2 | 1 – 1 |       | 2 – 0 |
| 4   | VfL Wolfsburg     | 6   | 1 | 2 | 3 | 5   | 5  | 10 | −5  |                      |  | 1 – 3 | 2 – 1 | 1 – 1 |       |

##### Wedstrijden
|                             |                                       |         |                   | |
| 14 september 2021 18:45 uur | Sevilla FC                            | 1 – 1   | Red Bull Salzburg | Stadion: Estadio Ramón Sánchez Pizjuán, Sevilla Toeschouwers: 18.373 Scheidsrechter: Aleksej Koelbakov |
| 14 september 2021 18:45 uur | Rakitić 42' (pen.) En-Nesyri 26', 50' | Verslag | 21' (pen.) Sučić  | Stadion: Estadio Ramón Sánchez Pizjuán, Sevilla Toeschouwers: 18.373 Scheidsrechter: Aleksej Koelbakov |
| 14 september 2021 18:45 uur |                                       |         |                   | Stadion: Estadio Ramón Sánchez Pizjuán, Sevilla Toeschouwers: 18.373 Scheidsrechter: Aleksej Koelbakov |
| 14 september 2021 18:45 uur |                                       |         |                   | Stadion: Estadio Ramón Sánchez Pizjuán, Sevilla Toeschouwers: 18.373 Scheidsrechter: Aleksej Koelbakov |
|                             |                                       |         |                   | |

|                             |           |         |                   | |
| 14 september 2021 21:00 uur | Lille OSC | 0 – 0   | VfL Wolfsburg     | Stadion: Stade Pierre-Mauroy, Villeneuve-d'Ascq Toeschouwers: 34.314 Scheidsrechter: Danny Makkelie |
| 14 september 2021 21:00 uur |           | Verslag | 45+2', 63' Brooks | Stadion: Stade Pierre-Mauroy, Villeneuve-d'Ascq Toeschouwers: 34.314 Scheidsrechter: Danny Makkelie |
| 14 september 2021 21:00 uur |           |         |                   | Stadion: Stade Pierre-Mauroy, Villeneuve-d'Ascq Toeschouwers: 34.314 Scheidsrechter: Danny Makkelie |
| 14 september 2021 21:00 uur |           |         |                   | Stadion: Stade Pierre-Mauroy, Villeneuve-d'Ascq Toeschouwers: 34.314 Scheidsrechter: Danny Makkelie |
|                             |           |         |                   | |

|                             |                                 |         |                    |                                                                                          |
| 29 september 2021 21:00 uur | VfL Wolfsburg                   | 1 – 1   | Sevilla FC         | Stadion: Volkswagen-Arena, Wolfsburg Toeschouwers: 11.733 Scheidsrechter: Georgi Kabakov |
| 29 september 2021 21:00 uur | Steffen 48' Guilavogui 79', 85' | Verslag | 87' (pen.) Rakitić | Stadion: Volkswagen-Arena, Wolfsburg Toeschouwers: 11.733 Scheidsrechter: Georgi Kabakov |
| 29 september 2021 21:00 uur |                                 |         |                    | Stadion: Volkswagen-Arena, Wolfsburg Toeschouwers: 11.733 Scheidsrechter: Georgi Kabakov |
| 29 september 2021 21:00 uur |                                 |         |                    | Stadion: Volkswagen-Arena, Wolfsburg Toeschouwers: 11.733 Scheidsrechter: Georgi Kabakov |
|                             |                                 |         |                    |                                                                                          |

|                             |                                |         |            |                                                                                         |
| 29 september 2021 21:00 uur | Red Bull Salzburg              | 2 – 1   | Lille OSC  | Stadion: Red Bull Arena, Salzburg Toeschouwers: 24.207 Scheidsrechter: Halil Umut Meler |
| 29 september 2021 21:00 uur | Adeyemi 35' (pen.), 53' (pen.) | Verslag | 62' Yılmaz | Stadion: Red Bull Arena, Salzburg Toeschouwers: 24.207 Scheidsrechter: Halil Umut Meler |
| 29 september 2021 21:00 uur |                                |         |            | Stadion: Red Bull Arena, Salzburg Toeschouwers: 24.207 Scheidsrechter: Halil Umut Meler |
| 29 september 2021 21:00 uur |                                |         |            | Stadion: Red Bull Arena, Salzburg Toeschouwers: 24.207 Scheidsrechter: Halil Umut Meler |
|                             |                                |         |            |                                                                                         |

|                           |                            |         |               |                                                                                       |
| 20 oktober 2021 18:45 uur | Red Bull Salzburg          | 3 – 1   | VfL Wolfsburg | Stadion: Red Bull Arena, Salzburg Toeschouwers: 29.520 Scheidsrechter: Daniele Orsato |
| 20 oktober 2021 18:45 uur | Adeyemi 3' Okafor 65', 77' | Verslag | 15' L. Nmecha | Stadion: Red Bull Arena, Salzburg Toeschouwers: 29.520 Scheidsrechter: Daniele Orsato |
| 20 oktober 2021 18:45 uur |                            |         |               | Stadion: Red Bull Arena, Salzburg Toeschouwers: 29.520 Scheidsrechter: Daniele Orsato |
| 20 oktober 2021 18:45 uur |                            |         |               | Stadion: Red Bull Arena, Salzburg Toeschouwers: 29.520 Scheidsrechter: Daniele Orsato |
|                           |                            |         |               |                                                                                       |

|                           |           |       |            | |
| 20 oktober 2021 21:00 uur | Lille OSC | 0 – 0 | Sevilla FC | Stadion: Stade Pierre-Mauroy, Villeneuve-d'Ascq Toeschouwers: 34.362 Scheidsrechter: Michael Oliver |
| 20 oktober 2021 21:00 uur | Verslag   |       |            | Stadion: Stade Pierre-Mauroy, Villeneuve-d'Ascq Toeschouwers: 34.362 Scheidsrechter: Michael Oliver |
| 20 oktober 2021 21:00 uur |           |       |            | Stadion: Stade Pierre-Mauroy, Villeneuve-d'Ascq Toeschouwers: 34.362 Scheidsrechter: Michael Oliver |
| 20 oktober 2021 21:00 uur |           |       |            | Stadion: Stade Pierre-Mauroy, Villeneuve-d'Ascq Toeschouwers: 34.362 Scheidsrechter: Michael Oliver |
|                           |           |       |            | |

|                           |                       |         |                   |                                                                                             |
| 2 november 2021 18:45 uur | VfL Wolfsburg         | 2 – 1   | Red Bull Salzburg | Stadion: Volkswagen-Arena, Wolfsburg Toeschouwers: 16.112 Scheidsrechter: Artur Soares Dias |
| 2 november 2021 18:45 uur | Baku 3' L. Nmecha 60' | Verslag | 30' Wöber         | Stadion: Volkswagen-Arena, Wolfsburg Toeschouwers: 16.112 Scheidsrechter: Artur Soares Dias |
| 2 november 2021 18:45 uur |                       |         |                   | Stadion: Volkswagen-Arena, Wolfsburg Toeschouwers: 16.112 Scheidsrechter: Artur Soares Dias |
| 2 november 2021 18:45 uur |                       |         |                   | Stadion: Volkswagen-Arena, Wolfsburg Toeschouwers: 16.112 Scheidsrechter: Artur Soares Dias |
|                           |                       |         |                   |                                                                                             |

|                           |             |         |                            | |
| 2 november 2021 21:00 uur | Sevilla FC  | 1 – 2   | Lille OSC                  | Stadion: Estadio Ramón Sánchez Pizjuán, Sevilla Toeschouwers: 29.369 Scheidsrechter: István Kovács |
| 2 november 2021 21:00 uur | Ocampos 15' | Verslag | 43' (pen.) David 51' Ikoné | Stadion: Estadio Ramón Sánchez Pizjuán, Sevilla Toeschouwers: 29.369 Scheidsrechter: István Kovács |
| 2 november 2021 21:00 uur |             |         |                            | Stadion: Estadio Ramón Sánchez Pizjuán, Sevilla Toeschouwers: 29.369 Scheidsrechter: István Kovács |
| 2 november 2021 21:00 uur |             |         |                            | Stadion: Estadio Ramón Sánchez Pizjuán, Sevilla Toeschouwers: 29.369 Scheidsrechter: István Kovács |
|                           |             |         |                            | |

|                            |           |         |                   | |
| 23 november 2021 21:00 uur | Lille OSC | 1 – 0   | Red Bull Salzburg | Stadion: Stade Pierre-Mauroy, Villeneuve-d'Ascq Toeschouwers: 33.573 Scheidsrechter: Anthony Taylor |
| 23 november 2021 21:00 uur | David 31' | Verslag |                   | Stadion: Stade Pierre-Mauroy, Villeneuve-d'Ascq Toeschouwers: 33.573 Scheidsrechter: Anthony Taylor |
| 23 november 2021 21:00 uur |           |         |                   | Stadion: Stade Pierre-Mauroy, Villeneuve-d'Ascq Toeschouwers: 33.573 Scheidsrechter: Anthony Taylor |
| 23 november 2021 21:00 uur |           |         |                   | Stadion: Stade Pierre-Mauroy, Villeneuve-d'Ascq Toeschouwers: 33.573 Scheidsrechter: Anthony Taylor |
|                            |           |         |                   | |

|                            |                      |         |               |                                                                                                   |
| 23 november 2021 21:00 uur | Sevilla FC           | 2 – 0   | VfL Wolfsburg | Stadion: Estadio Ramón Sánchez Pizjuán, Sevilla Toeschouwers: 28.663 Scheidsrechter: Cüneyt Çakır |
| 23 november 2021 21:00 uur | Jordán 13' Mir 90+7' | Verslag |               | Stadion: Estadio Ramón Sánchez Pizjuán, Sevilla Toeschouwers: 28.663 Scheidsrechter: Cüneyt Çakır |
| 23 november 2021 21:00 uur |                      |         |               | Stadion: Estadio Ramón Sánchez Pizjuán, Sevilla Toeschouwers: 28.663 Scheidsrechter: Cüneyt Çakır |
| 23 november 2021 21:00 uur |                      |         |               | Stadion: Estadio Ramón Sánchez Pizjuán, Sevilla Toeschouwers: 28.663 Scheidsrechter: Cüneyt Çakır |
|                            |                      |         |               |                                                                                                   |

|                           |                   |         |                 |                                                                                 |
| 8 december 2021 21:00 uur | Red Bull Salzburg | 1 – 0   | Sevilla FC      | Stadion: Red Bull Arena, Salzburg Toeschouwers: 0 Scheidsrechter: Slavko Vinčić |
| 8 december 2021 21:00 uur | Okafor 50'        | Verslag | 56', 64' Jordán | Stadion: Red Bull Arena, Salzburg Toeschouwers: 0 Scheidsrechter: Slavko Vinčić |
| 8 december 2021 21:00 uur |                   |         |                 | Stadion: Red Bull Arena, Salzburg Toeschouwers: 0 Scheidsrechter: Slavko Vinčić |
| 8 december 2021 21:00 uur |                   |         |                 | Stadion: Red Bull Arena, Salzburg Toeschouwers: 0 Scheidsrechter: Slavko Vinčić |
|                           |                   |         |                 |                                                                                 |

|                           |               |         |                                |                                                                                         |
| 8 december 2021 21:00 uur | VfL Wolfsburg | 1 – 3   | Lille OSC                      | Stadion: Volkswagen-Arena, Wolfsburg Toeschouwers: 6.544 Scheidsrechter: Daniele Orsato |
| 8 december 2021 21:00 uur | Steffen 89'   | Verslag | 11' Yılmaz 72' David 78' Gomes | Stadion: Volkswagen-Arena, Wolfsburg Toeschouwers: 6.544 Scheidsrechter: Daniele Orsato |
| 8 december 2021 21:00 uur |               |         |                                | Stadion: Volkswagen-Arena, Wolfsburg Toeschouwers: 6.544 Scheidsrechter: Daniele Orsato |
| 8 december 2021 21:00 uur |               |         |                                | Stadion: Volkswagen-Arena, Wolfsburg Toeschouwers: 6.544 Scheidsrechter: Daniele Orsato |
|                           |               |         |                                |                                                                                         |

#### Groep H
| Pos | Team                  | Wed | W | G | V | Ptn | DV | DT | +/− | Kwalificatie         |  | JUV   | CHE   | ZSP   | MAL   |
| --- | --------------------- | --- | - | - | - | --- | -- | -- | --- | -------------------- |  | ----- | ----- | ----- | ----- |
| 1   | Juventus              | 6   | 5 | 0 | 1 | 15  | 10 | 6  | +4  | Naar achtste finales |  |       | 1 – 0 | 4 – 2 | 1 – 0 |
| 2   | Chelsea FC            | 6   | 4 | 1 | 1 | 13  | 13 | 4  | +9  | Naar achtste finales |  | 4 – 0 |       | 1 – 0 | 4 – 0 |
| 3   | Zenit Sint-Petersburg | 6   | 1 | 2 | 3 | 5   | 10 | 10 | 0   | Naar tussenronde EL  |  | 0 – 1 | 3 – 3 |       | 4 – 0 |
| 4   | Malmö FF              | 6   | 0 | 1 | 5 | 1   | 1  | 14 | −13 |                      |  | 0 – 3 | 0 – 1 | 1 – 1 |       |

##### Wedstrijden
|                             |          |         |                                           |                                                                                     |
| 14 september 2021 21:00 uur | Malmö FF | 0 – 3   | Juventus                                  | Stadion: Eleda Stadion, Malmö Toeschouwers: 5.832 Scheidsrechter: Artur Soares Dias |
| 14 september 2021 21:00 uur |          | Verslag | 23' Sandro 45' (pen.) Dybala 45+1' Morata | Stadion: Eleda Stadion, Malmö Toeschouwers: 5.832 Scheidsrechter: Artur Soares Dias |
| 14 september 2021 21:00 uur |          |         |                                           | Stadion: Eleda Stadion, Malmö Toeschouwers: 5.832 Scheidsrechter: Artur Soares Dias |
| 14 september 2021 21:00 uur |          |         |                                           | Stadion: Eleda Stadion, Malmö Toeschouwers: 5.832 Scheidsrechter: Artur Soares Dias |
|                             |          |         |                                           |                                                                                     |

|                             |            |         |                       |                                                                                          |
| 14 september 2021 21:00 uur | Chelsea FC | 1 – 0   | Zenit Sint-Petersburg | Stadion: Stamford Bridge, Londen Toeschouwers: 39.252 Scheidsrechter: Bartosz Frankowski |
| 14 september 2021 21:00 uur | Lukaku 69' | Verslag |                       | Stadion: Stamford Bridge, Londen Toeschouwers: 39.252 Scheidsrechter: Bartosz Frankowski |
| 14 september 2021 21:00 uur |            |         |                       | Stadion: Stamford Bridge, Londen Toeschouwers: 39.252 Scheidsrechter: Bartosz Frankowski |
| 14 september 2021 21:00 uur |            |         |                       | Stadion: Stamford Bridge, Londen Toeschouwers: 39.252 Scheidsrechter: Bartosz Frankowski |
|                             |            |         |                       |                                                                                          |

|                             |                                                       |         |                 | |
| 29 september 2021 18:45 uur | Zenit Sint-Petersburg                                 | 4 – 0   | Malmö FF        | Stadion: Krestovskistadion, Sint-Petersburg Toeschouwers: 15.339 Scheidsrechter: Anastasios Sidiropoulos |
| 29 september 2021 18:45 uur | Claudinho 9' Koezjajev 49' Soetormin 80' Wendel 90+4' | Verslag | 53' Ahmedhodžić | Stadion: Krestovskistadion, Sint-Petersburg Toeschouwers: 15.339 Scheidsrechter: Anastasios Sidiropoulos |
| 29 september 2021 18:45 uur |                                                       |         |                 | Stadion: Krestovskistadion, Sint-Petersburg Toeschouwers: 15.339 Scheidsrechter: Anastasios Sidiropoulos |
| 29 september 2021 18:45 uur |                                                       |         |                 | Stadion: Krestovskistadion, Sint-Petersburg Toeschouwers: 15.339 Scheidsrechter: Anastasios Sidiropoulos |
|                             |                                                       |         |                 | |

|                             |            |         |            |                                                                                         |
| 29 september 2021 21:00 uur | Juventus   | 1 – 0   | Chelsea FC | Stadion: Allianz Stadium, Turijn Toeschouwers: 19.934 Scheidsrechter: Jesús Gil Manzano |
| 29 september 2021 21:00 uur | Chiesa 46' | Verslag |            | Stadion: Allianz Stadium, Turijn Toeschouwers: 19.934 Scheidsrechter: Jesús Gil Manzano |
| 29 september 2021 21:00 uur |            |         |            | Stadion: Allianz Stadium, Turijn Toeschouwers: 19.934 Scheidsrechter: Jesús Gil Manzano |
| 29 september 2021 21:00 uur |            |         |            | Stadion: Allianz Stadium, Turijn Toeschouwers: 19.934 Scheidsrechter: Jesús Gil Manzano |
|                             |            |         |            |                                                                                         |

|                           |                                                            |         |          |                                                                                         |
| 20 oktober 2021 21:00 uur | Chelsea FC                                                 | 4 – 0   | Malmö FF | Stadion: Stamford Bridge, Londen Toeschouwers: 39.095 Scheidsrechter: François Letexier |
| 20 oktober 2021 21:00 uur | Christensen 9' Jorginho 21' (pen.), 57' (pen.) Havertz 48' | Verslag |          | Stadion: Stamford Bridge, Londen Toeschouwers: 39.095 Scheidsrechter: François Letexier |
| 20 oktober 2021 21:00 uur |                                                            |         |          | Stadion: Stamford Bridge, Londen Toeschouwers: 39.095 Scheidsrechter: François Letexier |
| 20 oktober 2021 21:00 uur |                                                            |         |          | Stadion: Stamford Bridge, Londen Toeschouwers: 39.095 Scheidsrechter: François Letexier |
|                           |                                                            |         |          |                                                                                         |

|                           |                       |         |                |                                                                                                 |
| 20 oktober 2021 21:00 uur | Zenit Sint-Petersburg | 0 – 1   | Juventus       | Stadion: Krestovskistadion, Sint-Petersburg Toeschouwers: 18.717 Scheidsrechter: Sandro Schärer |
| 20 oktober 2021 21:00 uur |                       | Verslag | 86' Kulusevski | Stadion: Krestovskistadion, Sint-Petersburg Toeschouwers: 18.717 Scheidsrechter: Sandro Schärer |
| 20 oktober 2021 21:00 uur |                       |         |                | Stadion: Krestovskistadion, Sint-Petersburg Toeschouwers: 18.717 Scheidsrechter: Sandro Schärer |
| 20 oktober 2021 21:00 uur |                       |         |                | Stadion: Krestovskistadion, Sint-Petersburg Toeschouwers: 18.717 Scheidsrechter: Sandro Schärer |
|                           |                       |         |                |                                                                                                 |

|                           |          |         |            |                                                                                |
| 2 november 2021 18:45 uur | Malmö FF | 0 – 1   | Chelsea FC | Stadion: Eleda Stadion, Malmö Toeschouwers: 19.551 Scheidsrechter: Felix Brych |
| 2 november 2021 18:45 uur |          | Verslag | 56' Ziyech | Stadion: Eleda Stadion, Malmö Toeschouwers: 19.551 Scheidsrechter: Felix Brych |
| 2 november 2021 18:45 uur |          |         |            | Stadion: Eleda Stadion, Malmö Toeschouwers: 19.551 Scheidsrechter: Felix Brych |
| 2 november 2021 18:45 uur |          |         |            | Stadion: Eleda Stadion, Malmö Toeschouwers: 19.551 Scheidsrechter: Felix Brych |
|                           |          |         |            |                                                                                |

|                           |                                              |         |                                 |                                                                                           |
| 2 november 2021 21:00 uur | Juventus                                     | 4 – 2   | Zenit Sint-Petersburg           | Stadion: Allianz Stadium, Turijn Toeschouwers: 20.053 Scheidsrechter: Alejandro Hernández |
| 2 november 2021 21:00 uur | Dybala 11', 58' (pen.) Chiesa 73' Morata 82' | Verslag | 26' (e.d.) Bonucci 90+2' Azmoun | Stadion: Allianz Stadium, Turijn Toeschouwers: 20.053 Scheidsrechter: Alejandro Hernández |
| 2 november 2021 21:00 uur |                                              |         |                                 | Stadion: Allianz Stadium, Turijn Toeschouwers: 20.053 Scheidsrechter: Alejandro Hernández |
| 2 november 2021 21:00 uur |                                              |         |                                 | Stadion: Allianz Stadium, Turijn Toeschouwers: 20.053 Scheidsrechter: Alejandro Hernández |
|                           |                                              |         |                                 |                                                                                           |

|                            |           |         |                                             |                                                                                     |
| 23 november 2021 21:00 uur | Malmö FF  | 1 – 1   | Zenit Sint-Petersburg                       | Stadion: Eleda Stadion, Malmö Toeschouwers: 15.520 Scheidsrechter: Andris Treimanis |
| 23 november 2021 21:00 uur | Rieks 28' | Verslag | 62', 86' Tsjistjakov 90+2' (pen.) Rakitskiy | Stadion: Eleda Stadion, Malmö Toeschouwers: 15.520 Scheidsrechter: Andris Treimanis |
| 23 november 2021 21:00 uur |           |         |                                             | Stadion: Eleda Stadion, Malmö Toeschouwers: 15.520 Scheidsrechter: Andris Treimanis |
| 23 november 2021 21:00 uur |           |         |                                             | Stadion: Eleda Stadion, Malmö Toeschouwers: 15.520 Scheidsrechter: Andris Treimanis |
|                            |           |         |                                             |                                                                                     |

|                            |                                                     |         |          |                                                                                       |
| 23 november 2021 21:00 uur | Chelsea FC                                          | 4 – 0   | Juventus | Stadion: Stamford Bridge, Londen Toeschouwers: 39.513 Scheidsrechter: Srđan Jovanović |
| 23 november 2021 21:00 uur | Chalobah 25' James 56' Hudson-Odoi 58' Werner 90+5' | Verslag |          | Stadion: Stamford Bridge, Londen Toeschouwers: 39.513 Scheidsrechter: Srđan Jovanović |
| 23 november 2021 21:00 uur |                                                     |         |          | Stadion: Stamford Bridge, Londen Toeschouwers: 39.513 Scheidsrechter: Srđan Jovanović |
| 23 november 2021 21:00 uur |                                                     |         |          | Stadion: Stamford Bridge, Londen Toeschouwers: 39.513 Scheidsrechter: Srđan Jovanović |
|                            |                                                     |         |          |                                                                                       |

|                           |          |         |          |                                                                                    |
| 8 december 2021 18:45 uur | Juventus | 1 – 0   | Malmö FF | Stadion: Allianz Stadium, Turijn Toeschouwers: 17.501 Scheidsrechter: Irfan Peljto |
| 8 december 2021 18:45 uur | Kean 18' | Verslag |          | Stadion: Allianz Stadium, Turijn Toeschouwers: 17.501 Scheidsrechter: Irfan Peljto |
| 8 december 2021 18:45 uur |          |         |          | Stadion: Allianz Stadium, Turijn Toeschouwers: 17.501 Scheidsrechter: Irfan Peljto |
| 8 december 2021 18:45 uur |          |         |          | Stadion: Allianz Stadium, Turijn Toeschouwers: 17.501 Scheidsrechter: Irfan Peljto |
|                           |          |         |          |                                                                                    |

|                           |                                        |         |                           |                                                                                                   |
| 8 december 2021 18:45 uur | Zenit Sint-Petersburg                  | 3 – 3   | Chelsea FC                | Stadion: Krestovskistadion, Sint-Petersburg Toeschouwers: 29.349 Scheidsrechter: Serdar Gözübüyük |
| 8 december 2021 18:45 uur | Claudinho 38' Azmoun 41' Ozdojev 90+4' | Verslag | 2', 85' Werner 62' Lukaku | Stadion: Krestovskistadion, Sint-Petersburg Toeschouwers: 29.349 Scheidsrechter: Serdar Gözübüyük |
| 8 december 2021 18:45 uur |                                        |         |                           | Stadion: Krestovskistadion, Sint-Petersburg Toeschouwers: 29.349 Scheidsrechter: Serdar Gözübüyük |
| 8 december 2021 18:45 uur |                                        |         |                           | Stadion: Krestovskistadion, Sint-Petersburg Toeschouwers: 29.349 Scheidsrechter: Serdar Gözübüyük |
|                           |                                        |         |                           |                                                                                                   |

### Knock-outfase
- Tijdens de loting voor de achtste finale hebben de acht groepswinnaars een geplaatste status, de acht nummers twee een ongeplaatste status. De geplaatste teams worden geloot tegen de ongeplaatste teams. Ploegen die in dezelfde groep zitten en ploegen uit dezelfde landen kunnen in de achtste finales niet tegen elkaar loten.
- De acht groepswinnaars spelen hun tweede wedstrijd in de achtste finale thuis.
- Vanaf de kwartfinales zijn er geen geplaatste en ongeplaatste statussen meer en kan iedereen elkaar loten.

#### Schema
|  | Achtste finales     | Achtste finales      | Achtste finales | Achtste finales |                                  |              | Kwartfinales | Kwartfinales | Kwartfinales | Kwartfinales |  |  | Halve finales | Halve finales | Halve finales | Halve finales |  |  | Finale | Finale | Finale | Finale |
|  |                     |                      |                 |                 |                                  |              |              |              |              |              |  |  |               |               |               |               |  |  |        |        |        |        |
|  | 23 feb + 15 mrt     |                      |                 |                 |                                  |              |              |              |              |              |  |  |               |               |               |               |  |  |        |        |        |        |
|  |                     |                      |                 |                 |                                  |              |              |              |              |              |  |  |               |               |               |               |  |  |        |        |        |        |
|  | SL Benfica          | 2                    | 1               | 3               |                                  |              |              |              |              |              |  |  |               |               |               |               |  |  |        |        |        |        |
|  | SL Benfica          | 2                    | 1               | 3               | 5 + 13 apr                       |              |              |              |              |              |  |  |               |               |               |               |  |  |        |        |        |        |
|  | Ajax                | 2                    | 0               | 2               |                                  |              |              |              |              |              |  |  |               |               |               |               |  |  |        |        |        |        |
|  | Ajax                | 2                    | 0               | 2               | SL Benfica                       | 1            | 3            | 4            |              |              |  |  |               |               |               |               |  |  |        |        |        |        |
|  | 16 feb + 8 mrt      |                      |                 |                 | SL Benfica                       | 1            | 3            | 4            |              |              |  |  |               |               |               |               |  |  |        |        |        |        |
|  |                     | Liverpool FC         | 3               | 3               | 6                                |              |              |              |              |              |  |  |               |               |               |               |  |  |        |        |        |        |
|  | Internazionale      | Liverpool FC         | 3               | 3               | 6                                | 0            | 1            | 1            |              |              |  |  |               |               |               |               |  |  |        |        |        |        |
|  | Internazionale      |                      |                 |                 | 27 apr + 3 mei                   | 0            | 1            | 1            |              |              |  |  |               |               |               |               |  |  |        |        |        |        |
|  | Liverpool FC        | 2                    | 0               | 2               |                                  |              |              |              |              |              |  |  |               |               |               |               |  |  |        |        |        |        |
|  | Liverpool FC        | 2                    | 0               | 2               | Liverpool FC                     | 2            | 3            | 5            |              |              |  |  |               |               |               |               |  |  |        |        |        |        |
|  | 22 feb + 16 mrt     |                      |                 |                 | Liverpool FC                     | 2            | 3            | 5            |              |              |  |  |               |               |               |               |  |  |        |        |        |        |
|  |                     | Villarreal CF EL-TH  | 0               | 2               | 2                                |              |              |              |              |              |  |  |               |               |               |               |  |  |        |        |        |        |
|  | Villarreal CF EL-TH | Villarreal CF EL-TH  | 0               | 2               | 2                                | 1            | 3            | 4            |              |              |  |  |               |               |               |               |  |  |        |        |        |        |
|  | Villarreal CF EL-TH | 6 + 12 apr           |                 |                 |                                  | 1            | 3            | 4            |              |              |  |  |               |               |               |               |  |  |        |        |        |        |
|  | Juventus            | 1                    | 0               | 1               |                                  |              |              |              |              |              |  |  |               |               |               |               |  |  |        |        |        |        |
|  | Juventus            | 1                    | 0               | 1               | Villarreal CF EL-TH              | 1            | 1            | 2            |              |              |  |  |               |               |               |               |  |  |        |        |        |        |
|  | 16 feb + 8 mrt      |                      |                 |                 | Villarreal CF EL-TH              | 1            | 1            | 2            |              |              |  |  |               |               |               |               |  |  |        |        |        |        |
|  |                     | Bayern München       | 0               | 1               | 1                                |              |              |              |              |              |  |  |               |               |               |               |  |  |        |        |        |        |
|  | Red Bull Salzburg   | Bayern München       | 0               | 1               | 1                                | 1            | 1            | 2            |              |              |  |  |               |               |               |               |  |  |        |        |        |        |
|  | Red Bull Salzburg   |                      |                 |                 | 28 mei - Stade de France, Parijs | 1            | 1            | 2            |              |              |  |  |               |               |               |               |  |  |        |        |        |        |
|  | Bayern München      | 1                    | 7               | 8               |                                  |              |              |              |              |              |  |  |               |               |               |               |  |  |        |        |        |        |
|  | Bayern München      | 1                    | 7               | 8               | Liverpool FC                     | Liverpool FC | Liverpool FC | 0            |              |              |  |  |               |               |               |               |  |  |        |        |        |        |
|  | 15 feb + 9 mrt      |                      |                 |                 | Liverpool FC                     | Liverpool FC | Liverpool FC | 0            |              |              |  |  |               |               |               |               |  |  |        |        |        |        |
|  |                     | Real Madrid          | Real Madrid     | Real Madrid     | 1                                |              |              |              |              |              |  |  |               |               |               |               |  |  |        |        |        |        |
|  | Sporting Portugal   | Real Madrid          | Real Madrid     | Real Madrid     | 1                                | 0            | 0            | 0            |              |              |  |  |               |               |               |               |  |  |        |        |        |        |
|  | Sporting Portugal   | 5 + 13 apr           |                 |                 |                                  | 0            | 0            | 0            |              |              |  |  |               |               |               |               |  |  |        |        |        |        |
|  | Manchester City     | 5                    | 0               | 5               |                                  |              |              |              |              |              |  |  |               |               |               |               |  |  |        |        |        |        |
|  | Manchester City     | 5                    | 0               | 5               | Manchester City                  | 1            | 0            | 1            |              |              |  |  |               |               |               |               |  |  |        |        |        |        |
|  | 23 feb + 15 mrt     |                      |                 |                 | Manchester City                  | 1            | 0            | 1            |              |              |  |  |               |               |               |               |  |  |        |        |        |        |
|  |                     | Atlético Madrid      | 0               | 0               | 0                                |              |              |              |              |              |  |  |               |               |               |               |  |  |        |        |        |        |
|  | Atlético Madrid     | Atlético Madrid      | 0               | 0               | 0                                | 1            | 1            | 2            |              |              |  |  |               |               |               |               |  |  |        |        |        |        |
|  | Atlético Madrid     |                      |                 |                 | 26 apr + 4 mei                   | 1            | 1            | 2            |              |              |  |  |               |               |               |               |  |  |        |        |        |        |
|  | Manchester United   | 1                    | 0               | 1               |                                  |              |              |              |              |              |  |  |               |               |               |               |  |  |        |        |        |        |
|  | Manchester United   | 1                    | 0               | 1               | Manchester City                  | 4            | 1            | 5            |              |              |  |  |               |               |               |               |  |  |        |        |        |        |
|  | 22 feb + 16 mrt     |                      |                 |                 | Manchester City                  | 4            | 1            | 5            |              |              |  |  |               |               |               |               |  |  |        |        |        |        |
|  |                     | Real Madrid (w.n.v.) | 3               | 3               | 6                                |              |              |              |              |              |  |  |               |               |               |               |  |  |        |        |        |        |
|  | Chelsea FC TH       | Real Madrid (w.n.v.) | 3               | 3               | 6                                | 2            | 2            | 4            |              |              |  |  |               |               |               |               |  |  |        |        |        |        |
|  | Chelsea FC TH       | 6 + 12 apr           |                 |                 |                                  | 2            | 2            | 4            |              |              |  |  |               |               |               |               |  |  |        |        |        |        |
|  | Lille OSC           | 0                    | 1               | 1               |                                  |              |              |              |              |              |  |  |               |               |               |               |  |  |        |        |        |        |
|  | Lille OSC           | 0                    | 1               | 1               | Chelsea FC TH                    | 1            | 3            | 4            |              |              |  |  |               |               |               |               |  |  |        |        |        |        |
|  | 15 feb + 9 mrt      |                      |                 |                 | Chelsea FC TH                    | 1            | 3            | 4            |              |              |  |  |               |               |               |               |  |  |        |        |        |        |
|  |                     | Real Madrid (w.n.v.) | 3               | 2               | 5                                |              |              |              |              |              |  |  |               |               |               |               |  |  |        |        |        |        |
|  | Paris Saint-Germain | Real Madrid (w.n.v.) | 3               | 2               | 5                                | 1            | 1            | 2            |              |              |  |  |               |               |               |               |  |  |        |        |        |        |
|  | Paris Saint-Germain |                      |                 |                 |                                  | 1            | 1            | 2            |              |              |  |  |               |               |               |               |  |  |        |        |        |        |
|  | Real Madrid         | 0                    | 3               | 3               |                                  |              |              |              |              |              |  |  |               |               |               |               |  |  |        |        |        |        |
|  | Real Madrid         | 0                    | 3               | 3               |                                  |              |              |              |              |              |  |  |               |               |               |               |  |  |        |        |        |        |

#### Achtste finales

##### Loting
De loting vond plaats op 13 december 2021, maar deze loting bevatte meerdere onregelmatigheden. In eerste instantie lootte Villarreal CF Manchester United, maar deze twee clubs hadden al tegen elkaar gespeeld in groep F. Hierdoor werd er nog een balletje getrokken met de clubnaam Manchester City erin. De daarop volgende trekking werd Liverpool FC ten onrechte opgenomen in de loting voor Atlético Madrid, omdat deze twee clubs tegen elkaar al hadden gespeeld in groep B, terwijl Manchester United ten onrechte werd uitgesloten bij deze trekking. Hierdoor heeft de UEFA besloten om de oorspronkelijke loting te annuleren vanwege een "technisch probleem" met de lotingscomputer met als gevolg dat de volledige loting later op de dag opnieuw gedaan is. Dit was de oorspronkelijke loting: SL Benfica–Real Madrid, Villarreal CF–Manchester City, Atlético Madrid–Bayern München, Red Bull Salzburg–Liverpool FC, Internazionale–Ajax, Sporting Portugal–Juventus, Chelsea FC–Lille OSC en Paris Saint-Germain–Manchester United. De heenwedstrijden werden gespeeld op 15, 16, 22 en 23 februari 2022. De returns vonden plaats op 8, 9, 15 en 16 maart 2022.
| Groep | Groepswinnaar (geplaatst) | Nummer twee (ongeplaatst) |
| ----- | ------------------------- | ------------------------- |
| A     | Manchester City           | Paris Saint-Germain       |
| B     | Liverpool FC              | Atlético Madrid           |
| C     | Ajax                      | Sporting Portugal         |
| D     | Real Madrid               | Internazionale            |
| E     | Bayern München            | SL Benfica                |
| F     | Manchester United         | Villarreal CF EL-TH       |
| G     | Lille OSC                 | Red Bull Salzburg         |
| H     | Juventus                  | Chelsea FC TH             |

| Legenda               |
| Geplaatst Ongeplaatst |

| Team 1              | Tot.  | Team 2            | 1e wedstr. | 2e wedstr. |
| ------------------- | ----- | ----------------- | ---------- | ---------- |
| Red Bull Salzburg   | 2 – 8 | Bayern München    | 1 – 1      | 1 – 7      |
| Sporting Portugal   | 0 – 5 | Manchester City   | 0 – 5      | 0 – 0      |
| SL Benfica          | 3 – 2 | Ajax              | 2 – 2      | 1 – 0      |
| Chelsea FC          | 4 – 1 | Lille OSC         | 2 – 0      | 2 – 1      |
| Atlético Madrid     | 2 – 1 | Manchester United | 1 – 1      | 1 – 0      |
| Villarreal CF       | 4 – 1 | Juventus          | 1 – 1      | 3 – 0      |
| Internazionale      | 1 – 2 | Liverpool FC      | 0 – 2      | 1 – 0      |
| Paris Saint-Germain | 2 – 3 | Real Madrid       | 1 – 0      | 1 – 3      |

##### Wedstrijden

###### Heen- en terugwedstrijden
|                            |                   |         |                |                                                                                       |
| 16 februari 2022 21:00 uur | Red Bull Salzburg | 1 – 1   | Bayern München | Stadion: Red Bull Arena, Salzburg Toeschouwers: 29.520 Scheidsrechter: Michael Oliver |
| 16 februari 2022 21:00 uur | Adamu 21'         | Verslag | 90' Coman      | Stadion: Red Bull Arena, Salzburg Toeschouwers: 29.520 Scheidsrechter: Michael Oliver |
| 16 februari 2022 21:00 uur |                   |         |                | Stadion: Red Bull Arena, Salzburg Toeschouwers: 29.520 Scheidsrechter: Michael Oliver |
| 16 februari 2022 21:00 uur |                   |         |                | Stadion: Red Bull Arena, Salzburg Toeschouwers: 29.520 Scheidsrechter: Michael Oliver |
|                            |                   |         |                |                                                                                       |

|                                                                                |                                                                             |         |                   |                                                                                     |
| 8 maart 2022 21:00 uur                                                         | Bayern München                                                              | 7 – 1   | Red Bull Salzburg | Stadion: Allianz Arena, München Toeschouwers: 25.000 Scheidsrechter: Clément Turpin |
| 8 maart 2022 21:00 uur                                                         | Lewandowski 12' (pen.), 21' (pen.), 23' Gnabry 31' Müller 54', 83' Sané 86' | Verslag | 70' Kjærgaard     | Stadion: Allianz Arena, München Toeschouwers: 25.000 Scheidsrechter: Clément Turpin |
| 8 maart 2022 21:00 uur                                                         |                                                                             |         |                   | Stadion: Allianz Arena, München Toeschouwers: 25.000 Scheidsrechter: Clément Turpin |
| 8 maart 2022 21:00 uur                                                         |                                                                             |         |                   | Stadion: Allianz Arena, München Toeschouwers: 25.000 Scheidsrechter: Clément Turpin |
| Bijz.: Bayern München won over twee wedstrijden met een totaalscore van 8 – 2. |                                                                             |         |                   |                                                                                     |

|                            |                   |         |                                                 |                                                                                               |
| 15 februari 2022 21:00 uur | Sporting Portugal | 0 – 5   | Manchester City                                 | Stadion: Estádio José Alvalade, Lissabon Toeschouwers: 48.129 Scheidsrechter: Srđan Jovanović |
| 15 februari 2022 21:00 uur |                   | Verslag | 7' Mahrez 17', 44' Silva 32' Foden 58' Sterling | Stadion: Estádio José Alvalade, Lissabon Toeschouwers: 48.129 Scheidsrechter: Srđan Jovanović |
| 15 februari 2022 21:00 uur |                   |         |                                                 | Stadion: Estádio José Alvalade, Lissabon Toeschouwers: 48.129 Scheidsrechter: Srđan Jovanović |
| 15 februari 2022 21:00 uur |                   |         |                                                 | Stadion: Estádio José Alvalade, Lissabon Toeschouwers: 48.129 Scheidsrechter: Srđan Jovanović |
|                            |                   |         |                                                 |                                                                                               |

|                                                                                 |                 |       |                   |                                                                                           |
| 9 maart 2022 21:00 uur                                                          | Manchester City | 0 – 0 | Sporting Portugal | Stadion: Etihad Stadium, Manchester Toeschouwers: 51.213 Scheidsrechter: Halil Umut Meler |
| 9 maart 2022 21:00 uur                                                          | Verslag         |       |                   | Stadion: Etihad Stadium, Manchester Toeschouwers: 51.213 Scheidsrechter: Halil Umut Meler |
| 9 maart 2022 21:00 uur                                                          |                 |       |                   | Stadion: Etihad Stadium, Manchester Toeschouwers: 51.213 Scheidsrechter: Halil Umut Meler |
| 9 maart 2022 21:00 uur                                                          |                 |       |                   | Stadion: Etihad Stadium, Manchester Toeschouwers: 51.213 Scheidsrechter: Halil Umut Meler |
| Bijz.: Manchester City won over twee wedstrijden met een totaalscore van 5 – 0. |                 |       |                   |                                                                                           |

|                            |                                   |         |                      |                                                                                      |
| 23 februari 2022 21:00 uur | SL Benfica                        | 2 – 2   | Ajax                 | Stadion: Estádio da Luz, Lissabon Toeschouwers: 54.760 Scheidsrechter: Slavko Vinčić |
| 23 februari 2022 21:00 uur | Haller 26' (e.d.) Jaremtsjoek 72' | Verslag | 18' Tadić 29' Haller | Stadion: Estádio da Luz, Lissabon Toeschouwers: 54.760 Scheidsrechter: Slavko Vinčić |
| 23 februari 2022 21:00 uur |                                   |         |                      | Stadion: Estádio da Luz, Lissabon Toeschouwers: 54.760 Scheidsrechter: Slavko Vinčić |
| 23 februari 2022 21:00 uur |                                   |         |                      | Stadion: Estádio da Luz, Lissabon Toeschouwers: 54.760 Scheidsrechter: Slavko Vinčić |
|                            |                                   |         |                      |                                                                                      |

|                                                                            |      |         |            | |
| 15 maart 2022 21:00 uur                                                    | Ajax | 0 – 1   | SL Benfica | Stadion: Johan Cruijff ArenA, Amsterdam Toeschouwers: 54.066 Scheidsrechter: Carlos del Cerro Grande |
| 15 maart 2022 21:00 uur                                                    |      | Verslag | 77' Núñez  | Stadion: Johan Cruijff ArenA, Amsterdam Toeschouwers: 54.066 Scheidsrechter: Carlos del Cerro Grande |
| 15 maart 2022 21:00 uur                                                    |      |         |            | Stadion: Johan Cruijff ArenA, Amsterdam Toeschouwers: 54.066 Scheidsrechter: Carlos del Cerro Grande |
| 15 maart 2022 21:00 uur                                                    |      |         |            | Stadion: Johan Cruijff ArenA, Amsterdam Toeschouwers: 54.066 Scheidsrechter: Carlos del Cerro Grande |
| Bijz.: SL Benfica won over twee wedstrijden met een totaalscore van 3 – 2. |      |         |            | |

|                            |                        |         |           |                                                                                         |
| 22 februari 2022 21:00 uur | Chelsea FC             | 2 – 0   | Lille OSC | Stadion: Stamford Bridge, Londen Toeschouwers: 38.832 Scheidsrechter: Jesús Gil Manzano |
| 22 februari 2022 21:00 uur | Havertz 8' Pulisic 63' | Verslag |           | Stadion: Stamford Bridge, Londen Toeschouwers: 38.832 Scheidsrechter: Jesús Gil Manzano |
| 22 februari 2022 21:00 uur |                        |         |           | Stadion: Stamford Bridge, Londen Toeschouwers: 38.832 Scheidsrechter: Jesús Gil Manzano |
| 22 februari 2022 21:00 uur |                        |         |           | Stadion: Stamford Bridge, Londen Toeschouwers: 38.832 Scheidsrechter: Jesús Gil Manzano |
|                            |                        |         |           |                                                                                         |

|                                                                            |                   |         |                               |                                                                                                   |
| 16 maart 2022 21:00 uur                                                    | Lille OSC         | 1 – 2   | Chelsea FC                    | Stadion: Stade Pierre-Mauroy, Villeneuve-d'Ascq Toeschouwers: 49.048 Scheidsrechter: Davide Massa |
| 16 maart 2022 21:00 uur                                                    | Yılmaz 38' (pen.) | Verslag | 45+3' Pulisic 71' Azpilicueta | Stadion: Stade Pierre-Mauroy, Villeneuve-d'Ascq Toeschouwers: 49.048 Scheidsrechter: Davide Massa |
| 16 maart 2022 21:00 uur                                                    |                   |         |                               | Stadion: Stade Pierre-Mauroy, Villeneuve-d'Ascq Toeschouwers: 49.048 Scheidsrechter: Davide Massa |
| 16 maart 2022 21:00 uur                                                    |                   |         |                               | Stadion: Stade Pierre-Mauroy, Villeneuve-d'Ascq Toeschouwers: 49.048 Scheidsrechter: Davide Massa |
| Bijz.: Chelsea FC won over twee wedstrijden met een totaalscore van 4 – 1. |                   |         |                               |                                                                                                   |

|                            |                 |         |                   |                                                                                                  |
| 23 februari 2022 21:00 uur | Atlético Madrid | 1 – 1   | Manchester United | Stadion: Estadio Wanda Metropolitano, Madrid Toeschouwers: 63.273 Scheidsrechter: Ovidiu Haţegan |
| 23 februari 2022 21:00 uur | Félix 7'        | Verslag | 80' Elanga        | Stadion: Estadio Wanda Metropolitano, Madrid Toeschouwers: 63.273 Scheidsrechter: Ovidiu Haţegan |
| 23 februari 2022 21:00 uur |                 |         |                   | Stadion: Estadio Wanda Metropolitano, Madrid Toeschouwers: 63.273 Scheidsrechter: Ovidiu Haţegan |
| 23 februari 2022 21:00 uur |                 |         |                   | Stadion: Estadio Wanda Metropolitano, Madrid Toeschouwers: 63.273 Scheidsrechter: Ovidiu Haţegan |
|                            |                 |         |                   |                                                                                                  |

|                                                                                 |                   |         |                 |                                                                                      |
| 15 maart 2022 21:00 uur                                                         | Manchester United | 0 – 1   | Atlético Madrid | Stadion: Old Trafford, Manchester Toeschouwers: 73.008 Scheidsrechter: Slavko Vinčić |
| 15 maart 2022 21:00 uur                                                         |                   | Verslag | 41' Lodi        | Stadion: Old Trafford, Manchester Toeschouwers: 73.008 Scheidsrechter: Slavko Vinčić |
| 15 maart 2022 21:00 uur                                                         |                   |         |                 | Stadion: Old Trafford, Manchester Toeschouwers: 73.008 Scheidsrechter: Slavko Vinčić |
| 15 maart 2022 21:00 uur                                                         |                   |         |                 | Stadion: Old Trafford, Manchester Toeschouwers: 73.008 Scheidsrechter: Slavko Vinčić |
| Bijz.: Atlético Madrid won over twee wedstrijden met een totaalscore van 2 – 1. |                   |         |                 |                                                                                      |

|                            |               |         |             |                                                                                                |
| 22 februari 2022 21:00 uur | Villarreal CF | 1 – 1   | Juventus    | Stadion: Estadio de la Cerámica, Vila-real Toeschouwers: 17.686 Scheidsrechter: Daniel Siebert |
| 22 februari 2022 21:00 uur | Parejo 66'    | Verslag | 1' Vlahović | Stadion: Estadio de la Cerámica, Vila-real Toeschouwers: 17.686 Scheidsrechter: Daniel Siebert |
| 22 februari 2022 21:00 uur |               |         |             | Stadion: Estadio de la Cerámica, Vila-real Toeschouwers: 17.686 Scheidsrechter: Daniel Siebert |
| 22 februari 2022 21:00 uur |               |         |             | Stadion: Estadio de la Cerámica, Vila-real Toeschouwers: 17.686 Scheidsrechter: Daniel Siebert |
|                            |               |         |             |                                                                                                |

|                                                                               |          |         |                                                   |                                                                                        |
| 16 maart 2022 21:00 uur                                                       | Juventus | 0 – 3   | Villarreal CF                                     | Stadion: Allianz Stadium, Turijn Toeschouwers: 30.385 Scheidsrechter: Szymon Marciniak |
| 16 maart 2022 21:00 uur                                                       |          | Verslag | 78' (pen.) Gerard 85' Torres 90+2' (pen.) Danjuma | Stadion: Allianz Stadium, Turijn Toeschouwers: 30.385 Scheidsrechter: Szymon Marciniak |
| 16 maart 2022 21:00 uur                                                       |          |         |                                                   | Stadion: Allianz Stadium, Turijn Toeschouwers: 30.385 Scheidsrechter: Szymon Marciniak |
| 16 maart 2022 21:00 uur                                                       |          |         |                                                   | Stadion: Allianz Stadium, Turijn Toeschouwers: 30.385 Scheidsrechter: Szymon Marciniak |
| Bijz.: Villarreal CF won over twee wedstrijden met een totaalscore van 4 – 1. |          |         |                                                   |                                                                                        |

|                            |                |         |                       |                                                                                               |
| 16 februari 2022 21:00 uur | Internazionale | 0 – 2   | Liverpool FC          | Stadion: Stadio Giuseppe Meazza, Milaan Toeschouwers: 37.918 Scheidsrechter: Szymon Marciniak |
| 16 februari 2022 21:00 uur |                | Verslag | 75' Firmino 83' Salah | Stadion: Stadio Giuseppe Meazza, Milaan Toeschouwers: 37.918 Scheidsrechter: Szymon Marciniak |
| 16 februari 2022 21:00 uur |                |         |                       | Stadion: Stadio Giuseppe Meazza, Milaan Toeschouwers: 37.918 Scheidsrechter: Szymon Marciniak |
| 16 februari 2022 21:00 uur |                |         |                       | Stadion: Stadio Giuseppe Meazza, Milaan Toeschouwers: 37.918 Scheidsrechter: Szymon Marciniak |
|                            |                |         |                       |                                                                                               |

|                                                                              |              |         |                                 |                                                                                      |
| 8 maart 2022 21:00 uur                                                       | Liverpool FC | 0 – 1   | Internazionale                  | Stadion: Anfield, Liverpool Toeschouwers: 51.747 Scheidsrechter: Antonio Mateu Lahoz |
| 8 maart 2022 21:00 uur                                                       |              | Verslag | 62' Martínez 45+4', 63' Sánchez | Stadion: Anfield, Liverpool Toeschouwers: 51.747 Scheidsrechter: Antonio Mateu Lahoz |
| 8 maart 2022 21:00 uur                                                       |              |         |                                 | Stadion: Anfield, Liverpool Toeschouwers: 51.747 Scheidsrechter: Antonio Mateu Lahoz |
| 8 maart 2022 21:00 uur                                                       |              |         |                                 | Stadion: Anfield, Liverpool Toeschouwers: 51.747 Scheidsrechter: Antonio Mateu Lahoz |
| Bijz.: Liverpool FC won over twee wedstrijden met een totaalscore van 2 – 1. |              |         |                                 |                                                                                      |

|                            |                     |         |             |                                                                                       |
| 15 februari 2022 21:00 uur | Paris Saint-Germain | 1 – 0   | Real Madrid | Stadion: Parc des Princes, Parijs Toeschouwers: 47.443 Scheidsrechter: Daniele Orsato |
| 15 februari 2022 21:00 uur | Mbappé 90+4'        | Verslag |             | Stadion: Parc des Princes, Parijs Toeschouwers: 47.443 Scheidsrechter: Daniele Orsato |
| 15 februari 2022 21:00 uur |                     |         |             | Stadion: Parc des Princes, Parijs Toeschouwers: 47.443 Scheidsrechter: Daniele Orsato |
| 15 februari 2022 21:00 uur |                     |         |             | Stadion: Parc des Princes, Parijs Toeschouwers: 47.443 Scheidsrechter: Daniele Orsato |
|                            |                     |         |             |                                                                                       |

|                                                                             |                       |         |                     |                                                                                                |
| 9 maart 2022 21:00 uur                                                      | Real Madrid           | 3 – 1   | Paris Saint-Germain | Stadion: Estadio Santiago Bernabéu, Madrid Toeschouwers: 59.895 Scheidsrechter: Danny Makkelie |
| 9 maart 2022 21:00 uur                                                      | Benzema 61', 76', 78' | Verslag | 39' Mbappé          | Stadion: Estadio Santiago Bernabéu, Madrid Toeschouwers: 59.895 Scheidsrechter: Danny Makkelie |
| 9 maart 2022 21:00 uur                                                      |                       |         |                     | Stadion: Estadio Santiago Bernabéu, Madrid Toeschouwers: 59.895 Scheidsrechter: Danny Makkelie |
| 9 maart 2022 21:00 uur                                                      |                       |         |                     | Stadion: Estadio Santiago Bernabéu, Madrid Toeschouwers: 59.895 Scheidsrechter: Danny Makkelie |
| Bijz.: Real Madrid won over twee wedstrijden met een totaalscore van 3 – 2. |                       |         |                     |                                                                                                |

#### Kwartfinales
De loting vond plaats op 18 maart 2022. De heenwedstrijden werden gespeeld op 5 en 6 april 2022. Op 12 en 13 april 2022 vonden de returns plaats.

##### Loting
| Team 1          | Tot.  | Team 2          | 1e wedstr. | 2e wedstr.   |
| --------------- | ----- | --------------- | ---------- | ------------ |
| Chelsea FC      | 4 – 5 | Real Madrid     | 1 – 3      | 3 – 2 (n.v.) |
| Manchester City | 1 – 0 | Atlético Madrid | 1 – 0      | 0 – 0        |
| Villarreal CF   | 2 – 1 | Bayern München  | 1 – 0      | 1 – 1        |
| SL Benfica      | 4 – 6 | Liverpool FC    | 1 – 3      | 3 – 3        |

##### Wedstrijden

###### Heen- en terugwedstrijden
|                        |             |         |                       |                                                                                      |
| 6 april 2022 21:00 uur | Chelsea FC  | 1 – 3   | Real Madrid           | Stadion: Stamford Bridge, Londen Toeschouwers: 38.689 Scheidsrechter: Clément Turpin |
| 6 april 2022 21:00 uur | Havertz 40' | Verslag | 21', 24', 46' Benzema | Stadion: Stamford Bridge, Londen Toeschouwers: 38.689 Scheidsrechter: Clément Turpin |
| 6 april 2022 21:00 uur |             |         |                       | Stadion: Stamford Bridge, Londen Toeschouwers: 38.689 Scheidsrechter: Clément Turpin |
| 6 april 2022 21:00 uur |             |         |                       | Stadion: Stamford Bridge, Londen Toeschouwers: 38.689 Scheidsrechter: Clément Turpin |
|                        |             |         |                       |                                                                                      |

|                                                                             |                         |              |                                  |                                                                                                  |
| 12 april 2022 21:00 uur                                                     | Real Madrid             | 2 – 3 (n.v.) | Chelsea FC                       | Stadion: Estadio Santiago Bernabéu, Madrid Toeschouwers: 59.839 Scheidsrechter: Szymon Marciniak |
| 12 april 2022 21:00 uur                                                     | Rodrygo 80' Benzema 96' | Verslag      | 15' Mount 51' Rüdiger 75' Werner | Stadion: Estadio Santiago Bernabéu, Madrid Toeschouwers: 59.839 Scheidsrechter: Szymon Marciniak |
| 12 april 2022 21:00 uur                                                     |                         |              |                                  | Stadion: Estadio Santiago Bernabéu, Madrid Toeschouwers: 59.839 Scheidsrechter: Szymon Marciniak |
| 12 april 2022 21:00 uur                                                     |                         |              |                                  | Stadion: Estadio Santiago Bernabéu, Madrid Toeschouwers: 59.839 Scheidsrechter: Szymon Marciniak |
| Bijz.: Real Madrid won over twee wedstrijden met een totaalscore van 5 – 4. |                         |              |                                  |                                                                                                  |

|                        |                 |         |                 |                                                                                        |
| 5 april 2022 21:00 uur | Manchester City | 1 – 0   | Atlético Madrid | Stadion: Etihad Stadium, Manchester Toeschouwers: 52.018 Scheidsrechter: István Kovács |
| 5 april 2022 21:00 uur | De Bruyne 70'   | Verslag |                 | Stadion: Etihad Stadium, Manchester Toeschouwers: 52.018 Scheidsrechter: István Kovács |
| 5 april 2022 21:00 uur |                 |         |                 | Stadion: Etihad Stadium, Manchester Toeschouwers: 52.018 Scheidsrechter: István Kovács |
| 5 april 2022 21:00 uur |                 |         |                 | Stadion: Etihad Stadium, Manchester Toeschouwers: 52.018 Scheidsrechter: István Kovács |
|                        |                 |         |                 |                                                                                        |

|                                                             |                   |         |                 |                                                                                                  |
| 13 april 2022 21:00 uur                                     | Atlético Madrid   | 0 – 0   | Manchester City | Stadion: Estadio Wanda Metropolitano, Madrid Toeschouwers: 65.675 Scheidsrechter: Daniel Siebert |
| 13 april 2022 21:00 uur                                     | Felipe 24', 90+1' | Verslag |                 | Stadion: Estadio Wanda Metropolitano, Madrid Toeschouwers: 65.675 Scheidsrechter: Daniel Siebert |
| 13 april 2022 21:00 uur                                     |                   |         |                 | Stadion: Estadio Wanda Metropolitano, Madrid Toeschouwers: 65.675 Scheidsrechter: Daniel Siebert |
| 13 april 2022 21:00 uur                                     |                   |         |                 | Stadion: Estadio Wanda Metropolitano, Madrid Toeschouwers: 65.675 Scheidsrechter: Daniel Siebert |
| Bijz.: Manchester City won over twee wedstrijden met 1 – 0. |                   |         |                 |                                                                                                  |

|                        |               |         |                |                                                                                                |
| 6 april 2022 21:00 uur | Villarreal CF | 1 – 0   | Bayern München | Stadion: Estadio de la Cerámica, Vila-real Toeschouwers: 21.626 Scheidsrechter: Anthony Taylor |
| 6 april 2022 21:00 uur | Danjuma 8'    | Verslag |                | Stadion: Estadio de la Cerámica, Vila-real Toeschouwers: 21.626 Scheidsrechter: Anthony Taylor |
| 6 april 2022 21:00 uur |               |         |                | Stadion: Estadio de la Cerámica, Vila-real Toeschouwers: 21.626 Scheidsrechter: Anthony Taylor |
| 6 april 2022 21:00 uur |               |         |                | Stadion: Estadio de la Cerámica, Vila-real Toeschouwers: 21.626 Scheidsrechter: Anthony Taylor |
|                        |               |         |                |                                                                                                |

|                                                           |                 |         |               |                                                                                    |
| 12 april 2022 21:00 uur                                   | Bayern München  | 1 – 1   | Villarreal CF | Stadion: Allianz Arena, München Toeschouwers: 70.000 Scheidsrechter: Slavko Vinčić |
| 12 april 2022 21:00 uur                                   | Lewandowski 52' | Verslag | 88' Chukwueze | Stadion: Allianz Arena, München Toeschouwers: 70.000 Scheidsrechter: Slavko Vinčić |
| 12 april 2022 21:00 uur                                   |                 |         |               | Stadion: Allianz Arena, München Toeschouwers: 70.000 Scheidsrechter: Slavko Vinčić |
| 12 april 2022 21:00 uur                                   |                 |         |               | Stadion: Allianz Arena, München Toeschouwers: 70.000 Scheidsrechter: Slavko Vinčić |
| Bijz.: Villarreal CF won over twee wedstrijden met 2 – 1. |                 |         |               |                                                                                    |

|                        |            |         |                              |                                                                                          |
| 5 april 2022 21:00 uur | SL Benfica | 1 – 3   | Liverpool FC                 | Stadion: Estádio da Luz, Lissabon Toeschouwers: 59.633 Scheidsrechter: Jesús Gil Manzano |
| 5 april 2022 21:00 uur | Núñez 49'  | Verslag | 17' Konaté 34' Mané 87' Díaz | Stadion: Estádio da Luz, Lissabon Toeschouwers: 59.633 Scheidsrechter: Jesús Gil Manzano |
| 5 april 2022 21:00 uur |            |         |                              | Stadion: Estádio da Luz, Lissabon Toeschouwers: 59.633 Scheidsrechter: Jesús Gil Manzano |
| 5 april 2022 21:00 uur |            |         |                              | Stadion: Estádio da Luz, Lissabon Toeschouwers: 59.633 Scheidsrechter: Jesús Gil Manzano |
|                        |            |         |                              |                                                                                          |

|                                                          |                             |         |                                     |                                                                                   |
| 13 april 2022 21:00 uur                                  | Liverpool FC                | 3 – 3   | SL Benfica                          | Stadion: Anfield, Liverpool Toeschouwers: 51.373 Scheidsrechter: Serdar Gözübüyük |
| 13 april 2022 21:00 uur                                  | Konaté 21' Firmino 55', 65' | Verslag | 32' Ramos 73' Jaremtsjoek 82' Núñez | Stadion: Anfield, Liverpool Toeschouwers: 51.373 Scheidsrechter: Serdar Gözübüyük |
| 13 april 2022 21:00 uur                                  |                             |         |                                     | Stadion: Anfield, Liverpool Toeschouwers: 51.373 Scheidsrechter: Serdar Gözübüyük |
| 13 april 2022 21:00 uur                                  |                             |         |                                     | Stadion: Anfield, Liverpool Toeschouwers: 51.373 Scheidsrechter: Serdar Gözübüyük |
| Bijz.: Liverpool FC won over twee wedstrijden met 6 – 4. |                             |         |                                     |                                                                                   |

#### Halve finales
De loting vond plaats op 18 maart 2022. De heenwedstrijden worden gespeeld op 26 en 27 april 2022. Op 3 en 4 mei 2022 vinden de returns plaats.

##### Loting
| Team 1          | Tot.  | Team 2        | 1e wedstr. | 2e wedstr.   |
| --------------- | ----- | ------------- | ---------- | ------------ |
| Manchester City | 5 – 6 | Real Madrid   | 4 – 3      | 1 – 3 (n.v.) |
| Liverpool FC    | 5 – 2 | Villarreal CF | 2 – 0      | 3 – 2        |

##### Wedstrijden

###### Heen- en terugwedstrijden
|                         |                                            |         |                                      |                                                                                        |
| 26 april 2022 21:00 uur | Manchester City                            | 4 – 3   | Real Madrid                          | Stadion: Etihad Stadium, Manchester Toeschouwers: 52.217 Scheidsrechter: István Kovács |
| 26 april 2022 21:00 uur | De Bruyne 2' Jesus 11' Foden 53' Silva 74' | Verslag | 33', 82' (pen.) Benzema 55' Vinícius | Stadion: Etihad Stadium, Manchester Toeschouwers: 52.217 Scheidsrechter: István Kovács |
| 26 april 2022 21:00 uur |                                            |         |                                      | Stadion: Etihad Stadium, Manchester Toeschouwers: 52.217 Scheidsrechter: István Kovács |
| 26 april 2022 21:00 uur |                                            |         |                                      | Stadion: Etihad Stadium, Manchester Toeschouwers: 52.217 Scheidsrechter: István Kovács |
|                         |                                            |         |                                      |                                                                                        |

|                                                         |                                       |              |                 |                                                                                                |
| 4 mei 2022 21:00 uur                                    | Real Madrid                           | 3 – 1 (n.v.) | Manchester City | Stadion: Estadio Santiago Bernabéu, Madrid Toeschouwers: 61.416 Scheidsrechter: Daniele Orsato |
| 4 mei 2022 21:00 uur                                    | Rodrygo 90+1', 90' Benzema 95' (pen.) | Verslag      | 73' Mahrez      | Stadion: Estadio Santiago Bernabéu, Madrid Toeschouwers: 61.416 Scheidsrechter: Daniele Orsato |
| 4 mei 2022 21:00 uur                                    |                                       |              |                 | Stadion: Estadio Santiago Bernabéu, Madrid Toeschouwers: 61.416 Scheidsrechter: Daniele Orsato |
| 4 mei 2022 21:00 uur                                    |                                       |              |                 | Stadion: Estadio Santiago Bernabéu, Madrid Toeschouwers: 61.416 Scheidsrechter: Daniele Orsato |
| Bijz.: Real Madrid won over twee wedstrijden met 6 – 5. |                                       |              |                 |                                                                                                |

|                         |                               |         |               |                                                                                   |
| 27 april 2022 21:00 uur | Liverpool FC                  | 2 – 0   | Villarreal CF | Stadion: Anfield, Liverpool Toeschouwers: 51.586 Scheidsrechter: Szymon Marciniak |
| 27 april 2022 21:00 uur | Estupiñán 53' (e.d.) Mané 55' | Verslag |               | Stadion: Anfield, Liverpool Toeschouwers: 51.586 Scheidsrechter: Szymon Marciniak |
| 27 april 2022 21:00 uur |                               |         |               | Stadion: Anfield, Liverpool Toeschouwers: 51.586 Scheidsrechter: Szymon Marciniak |
| 27 april 2022 21:00 uur |                               |         |               | Stadion: Anfield, Liverpool Toeschouwers: 51.586 Scheidsrechter: Szymon Marciniak |
|                         |                               |         |               |                                                                                   |

|                                                          |                                     |         |                               |                                                                                                |
| 3 mei 2022 21:00 uur                                     | Villarreal CF                       | 2 – 3   | Liverpool FC                  | Stadion: Estadio de la Cerámica, Vila-real Toeschouwers: 23.665 Scheidsrechter: Danny Makkelie |
| 3 mei 2022 21:00 uur                                     | Dia 3' Coquelin 41' Capoue 63', 86' | Verslag | 62' Fabinho 67' Díaz 74' Mané | Stadion: Estadio de la Cerámica, Vila-real Toeschouwers: 23.665 Scheidsrechter: Danny Makkelie |
| 3 mei 2022 21:00 uur                                     |                                     |         |                               | Stadion: Estadio de la Cerámica, Vila-real Toeschouwers: 23.665 Scheidsrechter: Danny Makkelie |
| 3 mei 2022 21:00 uur                                     |                                     |         |                               | Stadion: Estadio de la Cerámica, Vila-real Toeschouwers: 23.665 Scheidsrechter: Danny Makkelie |
| Bijz.: Liverpool FC won over twee wedstrijden met 5 – 2. |                                     |         |                               |                                                                                                |

#### Finale
De loting bepaalde dat de winnaar van de wedstrijd tussen Liverpool FC en Villarreal CF werd benoemd als 'thuisspelende' club tijdens de finale. Dit gebeurde op 18 maart 2022 tijdens de loting voor de kwartfinales en de halve finales. De finale wordt gespeeld op zaterdag 28 mei 2022.
|                                                                                 |              |         |              |                                                                                      |
| 28 mei 2022 21:00 uur                                                           | Liverpool FC | 0 – 1   | Real Madrid  | Stadion: Stade de France, Parijs Toeschouwers: 80.000 Scheidsrechter: Clément Turpin |
| 28 mei 2022 21:00 uur                                                           |              | Verslag | 59' Vinícius | Stadion: Stade de France, Parijs Toeschouwers: 80.000 Scheidsrechter: Clément Turpin |
| 28 mei 2022 21:00 uur                                                           |              |         |              | Stadion: Stade de France, Parijs Toeschouwers: 80.000 Scheidsrechter: Clément Turpin |
| 28 mei 2022 21:00 uur                                                           |              |         |              | Stadion: Stade de France, Parijs Toeschouwers: 80.000 Scheidsrechter: Clément Turpin |
| Bijz.: Vanwege ongeregeldheden begon de wedstrijd 35 minuten later dan gepland. |              |         |              |                                                                                      |

## Statistieken

### Disciplinaire strafpunten
Ploegen ontvangen disciplinaire strafpunten voor gele en rode kaarten tijdens alle groepswedstrijden. Dit betreft niet alleen de spelers in het veld maar ook de spelers en staf op de bank. Wanneer 2 (of meer) ploegen in de stand gelijk eindigen dan kan het aantal strafpunten bepalend worden voor de uiteindelijke volgorde in de stand.
Vanaf de knock-outfase spelen de kaarten geen rol meer bij de bepaling van welke volgorde dan ook. Deze kaarten zijn dan ook niet opgenomen in onderstaand overzicht.
Voor elke gele kaart ontvangt een ploeg 1 strafpunt. Voor direct rood zijn dit 3 strafpunten. Bij een tweede gele kaart voor dezelfde speler, dus indirect rood, volgen 2 extra strafpunten zodat ook deze rode kaart tot 3 strafpunten leidt. Een gele kaart gevolgd door direct rood, is in het totaal 4 strafpunten.
| Groep A | Groep A             | Groep A    | Groep A                                              | Groep A    | Groep A |
| #       | Ploeg               | Gele kaart | Twee gele kaarten in 1 wedstrijd aan dezelfde speler | Rode kaart | SP      |
| ------- | ------------------- | ---------- | ---------------------------------------------------- | ---------- | ------- |
| 1.      | Club Brugge         | 11         | 0                                                    | 0          | 11      |
| 2.      | Manchester City     | 09         | 0                                                    | 1          | 12      |
| 3.      | Paris Saint-Germain | 13         | 0                                                    | 0          | 13      |
| 4.      | RB Leipzig          | 12         | 1                                                    | 0          | 15      |
|         |                     |            |                                                      |            |         |
| Groep D |                     |            |                                                      |            |         |
| #       | Ploeg               | Gele kaart | Twee gele kaarten in 1 wedstrijd aan dezelfde speler | Rode kaart | SP      |
| 1.      | Sjachtar Donetsk    | 07         | 0                                                    | 0          | 07      |
| 2.      | Real Madrid         | 08         | 0                                                    | 0          | 08      |
| 3.      | Internazionale      | 07         | 0                                                    | 1          | 10      |
| 4.      | Sheriff Tiraspol    | 13         | 0                                                    | 0          | 13      |
|         |                     |            |                                                      |            |         |
| Groep G |                     |            |                                                      |            |         |
| #       | Ploeg               | Gele kaart | Twee gele kaarten in 1 wedstrijd aan dezelfde speler | Rode kaart | SP      |
| 1.      | Red Bull Salzburg   | 15         | 0                                                    | 0          | 15      |
| 2.      | Sevilla FC          | 17         | 2                                                    | 0          | 23      |
| 3.      | Lille OSC           | 24         | 0                                                    | 0          | 24      |
| 4.      | VfL Wolfsburg       | 22         | 2                                                    | 0          | 28      |

| Groep B | Groep B               | Groep B    | Groep B                                              | Groep B    | Groep B |
| #       | Ploeg                 | Gele kaart | Twee gele kaarten in 1 wedstrijd aan dezelfde speler | Rode kaart | SP      |
| ------- | --------------------- | ---------- | ---------------------------------------------------- | ---------- | ------- |
| 1.      | Liverpool FC          | 08         | 0                                                    | 0          | 08      |
| 2.      | AC Milan              | 16         | 1                                                    | 0          | 19      |
| 3.      | Atlético Madrid       | 11         | 0                                                    | 4          | 23      |
| 4.      | FC Porto              | 18         | 0                                                    | 4          | 30      |
|         |                       |            |                                                      |            |         |
| Groep E |                       |            |                                                      |            |         |
| #       | Ploeg                 | Gele kaart | Twee gele kaarten in 1 wedstrijd aan dezelfde speler | Rode kaart | SP      |
| 1.      | Bayern München        | 09         | 0                                                    | 0          | 09      |
| 2.      | Dynamo Kiev           | 10         | 0                                                    | 0          | 10      |
| 3.      | FC Barcelona          | 11         | 1                                                    | 0          | 14      |
| 4.      | SL Benfica            | 15         | 0                                                    | 0          | 15      |
|         |                       |            |                                                      |            |         |
| Groep H |                       |            |                                                      |            |         |
| #       | Ploeg                 | Gele kaart | Twee gele kaarten in 1 wedstrijd aan dezelfde speler | Rode kaart | SP      |
| 1.      | Chelsea FC            | 07         | 0                                                    | 0          | 07      |
| 2.      | Juventus              | 08         | 0                                                    | 0          | 08      |
| 3.      | Zenit Sint-Petersburg | 07         | 1                                                    | 0          | 10      |
| 4.      | Malmö FF              | 14         | 0                                                    | 1          | 17      |

| Groep C | Groep C           | Groep C    | Groep C                                              | Groep C    | Groep C |
| #       | Ploeg             | Gele kaart | Twee gele kaarten in 1 wedstrijd aan dezelfde speler | Rode kaart | SP      |
| ------- | ----------------- | ---------- | ---------------------------------------------------- | ---------- | ------- |
| 1.      | Ajax              | 09         | 0                                                    | 0          | 09      |
| 2.      | Borussia Dortmund | 09         | 0                                                    | 2          | 15      |
| 3.      | Sporting Portugal | 16         | 0                                                    | 0          | 16      |
| 4.      | Beşiktaş JK       | 15         | 1                                                    | 1          | 21      |
|         |                   |            |                                                      |            |         |
| Groep F |                   |            |                                                      |            |         |
| #       | Ploeg             | Gele kaart | Twee gele kaarten in 1 wedstrijd aan dezelfde speler | Rode kaart | SP      |
| 1.      | Atalanta Bergamo  | 09         | 0                                                    | 0          | 09      |
| 2.      | BSC Young Boys    | 11         | 0                                                    | 0          | 11      |
| 3.      | Manchester United | 10         | 0                                                    | 1          | 13      |
| 4.      | Villarreal CF     | 14         | 1                                                    | 0          | 17      |

### Topscorers
| Pos. | Speler             | Ploeg               | Doelpunten | Speelminuten |
| ---- | ------------------ | ------------------- | ---------- | ------------ |
| 1.   | Karim Benzema      | Real Madrid         | 15         | 1106         |
| 2.   | Robert Lewandowski | Bayern München      | 13         | 0876         |
| 3.   | Sébastien Haller   | Ajax                | 11         | 0668         |
| 4.   | Mohamed Salah      | Liverpool FC        | 08         | 1008         |
| 5.   | Christopher Nkunku | RB Leipzig          | 07         | 0531         |
| 5.   | Riyad Mahrez       | Manchester City     | 07         | 0986         |
| 7.   | Cristiano Ronaldo  | Manchester United   | 06         | 0611         |
| 7.   | Darwin Núñez       | SL Benfica          | 06         | 0613         |
| 7.   | Kylian Mbappé      | Paris Saint-Germain | 06         | 0673         |
| 7.   | Leroy Sané         | Bayern München      | 06         | 0798         |
| 7.   | Arnaut Danjuma     | Villarreal CF       | 06         | 0906         |

Bijgewerkt tot wedstrijd(en) gespeeld op 28 mei 2022. Bron: UEFA

### Assists
| Pos. | Speler                 | Ploeg               | Assists | Speelminuten |
| ---- | ---------------------- | ------------------- | ------- | ------------ |
| 1.   | Bruno Fernandes        | Manchester United   | 7       | 0520         |
| 2.   | Leroy Sané             | Bayern München      | 6       | 0798         |
| 2.   | Vinícius Júnior        | Real Madrid         | 6       | 1199         |
| 4.   | Antony                 | Ajax                | 5       | 0577         |
| 5.   | João Mário             | SL Benfica          | 4       | 0493         |
| 5.   | Gerard Moreno          | Villarreal CF       | 4       | 0524         |
| 5.   | Kylian Mbappé          | Paris Saint-Germain | 4       | 0673         |
| 5.   | Kevin De Bruyne        | Manchester City     | 4       | 0734         |
| 5.   | Trent Alexander-Arnold | Liverpool FC        | 4       | 0794         |
| 5.   | Étienne Capoue         | Villarreal CF       | 4       | 1046         |
| 5.   | Luka Modrić            | Real Madrid         | 4       | 1077         |

Bijgewerkt tot wedstrijd(en) gespeeld op 28 mei 2022. Bron: UEFA